# Paul Viaccoz
 (août 2024).
La mise en forme du texte ne suit pas les recommandations de Wikipédia : il faut le « wikifier ».
Les points d'amélioration suivants sont les cas les plus fréquents. Le détail des points à revoir est peut-être précisé sur la page de discussion.
- Les titres sont pré-formatés par le logiciel. Ils ne sont ni en capitales, ni en gras.
- Le texte ne doit pas être écrit en capitales (les noms de famille non plus), ni en gras, ni en italique, ni en « petit »…
- Le gras n'est utilisé que pour surligner le titre de l'article dans l'introduction, une seule fois.
- L'italique est rarement utilisé : mots en langue étrangère, titres d'œuvres, noms de bateaux, etc.
- Les citations ne sont pas en italique mais en corps de texte normal. Elles sont entourées par des guillemets français : « et ».
- Les listes à puces sont à éviter, des paragraphes rédigés étant largement préférés. Les tableaux sont à réserver à la présentation de données structurées (résultats, etc.).
- Les appels de note de bas de page (petits chiffres en exposant, introduits par l'outil «  Source ») sont à placer entre la fin de phrase et le point final[comme ça].
- Les liens internes (vers d'autres articles de Wikipédia) sont à choisir avec parcimonie. Créez des liens vers des articles approfondissant le sujet. Les termes génériques sans rapport avec le sujet sont à éviter, ainsi que les répétitions de liens vers un même terme.
- Les liens externes sont à placer uniquement dans une section « Liens externes », à la fin de l'article. Ces liens sont à choisir avec parcimonie suivant les règles définies. Si un lien sert de source à l'article, son insertion dans le texte est à faire par les notes de bas de page.
- La présentation des références doit suivre les conventions bibliographiques. Il est recommandé d'utiliser les modèles {{Ouvrage}}, {{Chapitre}}, {{Article}}, {{Lien web}} et/ou {{Bibliographie}}. Le mode d'édition visuel peut mettre en forme automatiquement les références.
- Insérer une infobox (cadre d'informations à droite) n'est pas obligatoire pour parachever la mise en page.

Pour une aide détaillée, merci de consulter Aide:Wikification.
Si vous pensez que ces points ont été résolus, vous pouvez retirer ce bandeau et améliorer la mise en forme d'un autre article.
Paul Viaccoz, né le 30 septembre 1952 à Saint-Julien-en-Genevois et mort le 4 janvier 2025[réf. souhaitée] à Courroux, est un artiste plasticien suisse.
Il recourt à la peinture, le dessin, la gravure, la vidéo et la création d'objets. Il a également enseigné les arts plastiques.

## Biographie
Paul Viaccoz naît le 30 septembre 1953 à Saint-Julien-en-Genevois, en Haute-Savoie.
Il suit ses études à l'École des arts décoratifs, ainsi qu'à l'École des beaux-arts de Genève et obtient son diplôme en 1976[réf. nécessaire]. Il gagne divers prix et bourses et également des séjours de résidences d'artistes à l'étranger, notamment à la Cité internationale des arts à Paris, à l'Institut suisse de Rome et au Centre international d'expérimentation artistique Marie-Louise Jeanneret à Boissano[réf. nécessaire].
Ses premiers travaux comptent essentiellement des œuvres gravées, et des dessins. À l'issue de ces séjours à l'étranger, ses techniques artistiques s'amplifient et se diversifient. Il réalise de nombreuses peintures, de grand format, aux formes géométriques simples, sondant la gamme infinie de lumière, de couleur et de matière,. Parallèlement, il crée des séries d'objets en bois et métal. Ses peintures et ses dessins évoluent vers une représentation plus naturaliste, mêlant le réel et l'imaginaire,.
Sa production réunit aussi bien la peinture, le dessin, l’objet et la vidéo. Son travail est souvent constitué d’installations, mêlant peintures, vidéos, textes et dessins.
De 1978 à 1980 et de 1984 à 1990, il enseigne la gravure au Centre Genevois de la Gravure Contemporaine, dans lequel se trouvait son atelier d'artiste et lieu qu'il co-dirigera durant six années. Dès 1984, il enseigne le dessin et les arts plastiques dans plusieurs institutions et écoles : École d'architecture de Genève, École des arts décoratifs et à partir de 2006 à l'École supérieure d’arts visuels, qui deviendra par la suite la Haute École d'art et de design Genève et participe également, à de nombreux jurys au sein d'institutions culturelles[réf. nécessaire].
Dès 1990 à 1998, il est représenté par la galerie Alice Pauli à Lausanne et participe à diverses expositions nationales et internationales parmi lesquelles, le Salon Découvertes 91,, en 1991 au Grand-Palais à Paris, la Foire internationale d'art contemporain en 1992, également au Grand-Palais à Paris, ainsi que Art Basel à Bâle en 1993 et en 1994[réf. nécessaire].
Il remporte plusieurs concours d'intégration d’œuvres «in situ» dans l'espace public, qui sont installées, principalement, en Suisse,,,.
Paul Viaccoz est installé dans le canton du Jura.[réf. nécessaire]

## Distinction
- 1979, Prix fédéral des Beaux-arts. Office fédéral de la culture, Berne[21].

## Œuvres

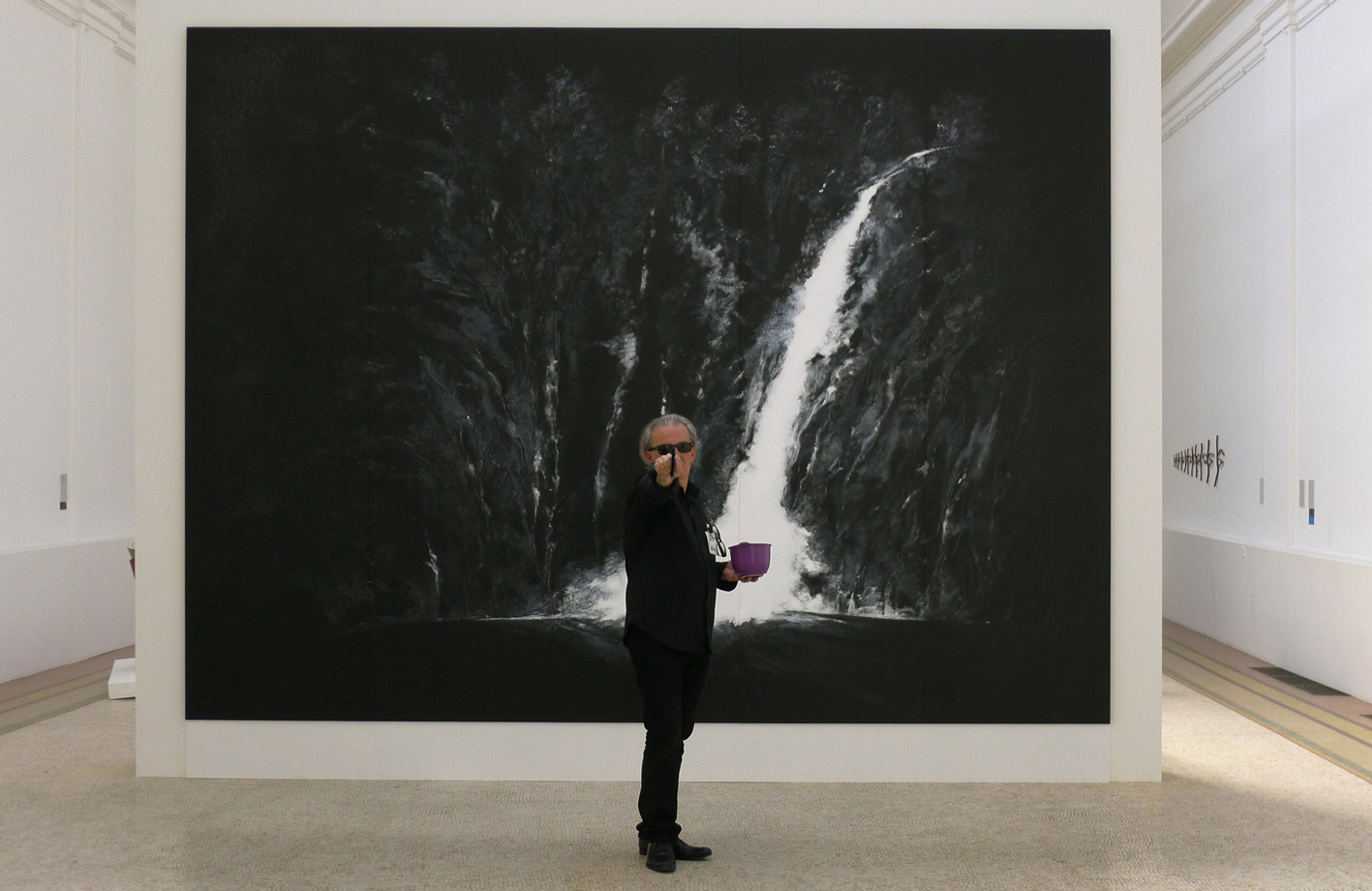
L'Avalanche. 2012.
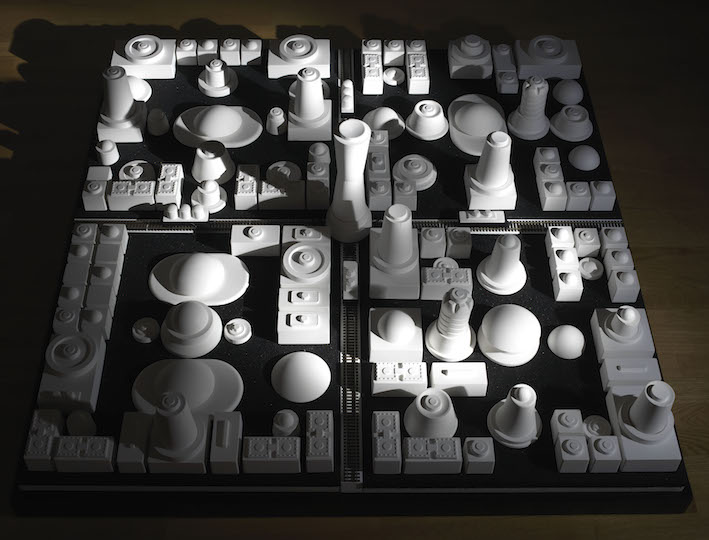
Usine à déchets nucléaires et ses quatre wagons, 2017.
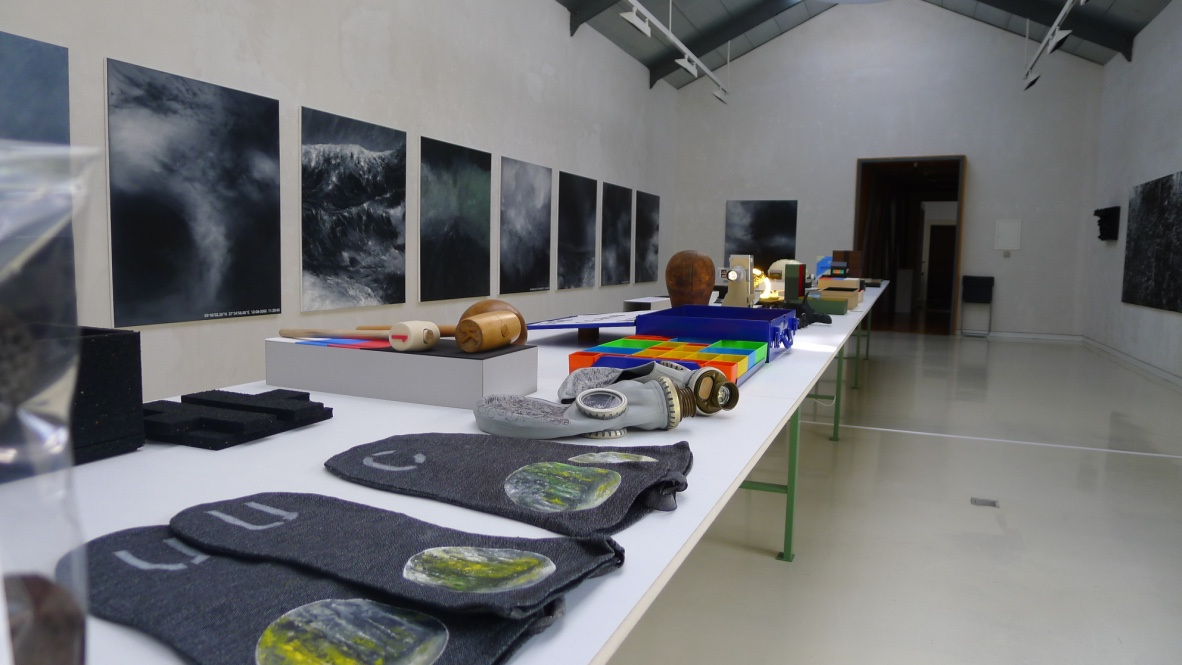
La censure des messages. Exposition Paul Viaccoz. 2018.

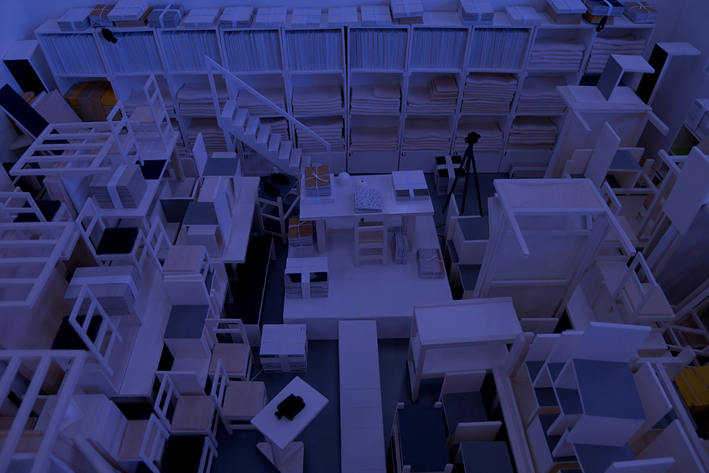
Maquette de la vidéo D. n'oublie pas... 2013.
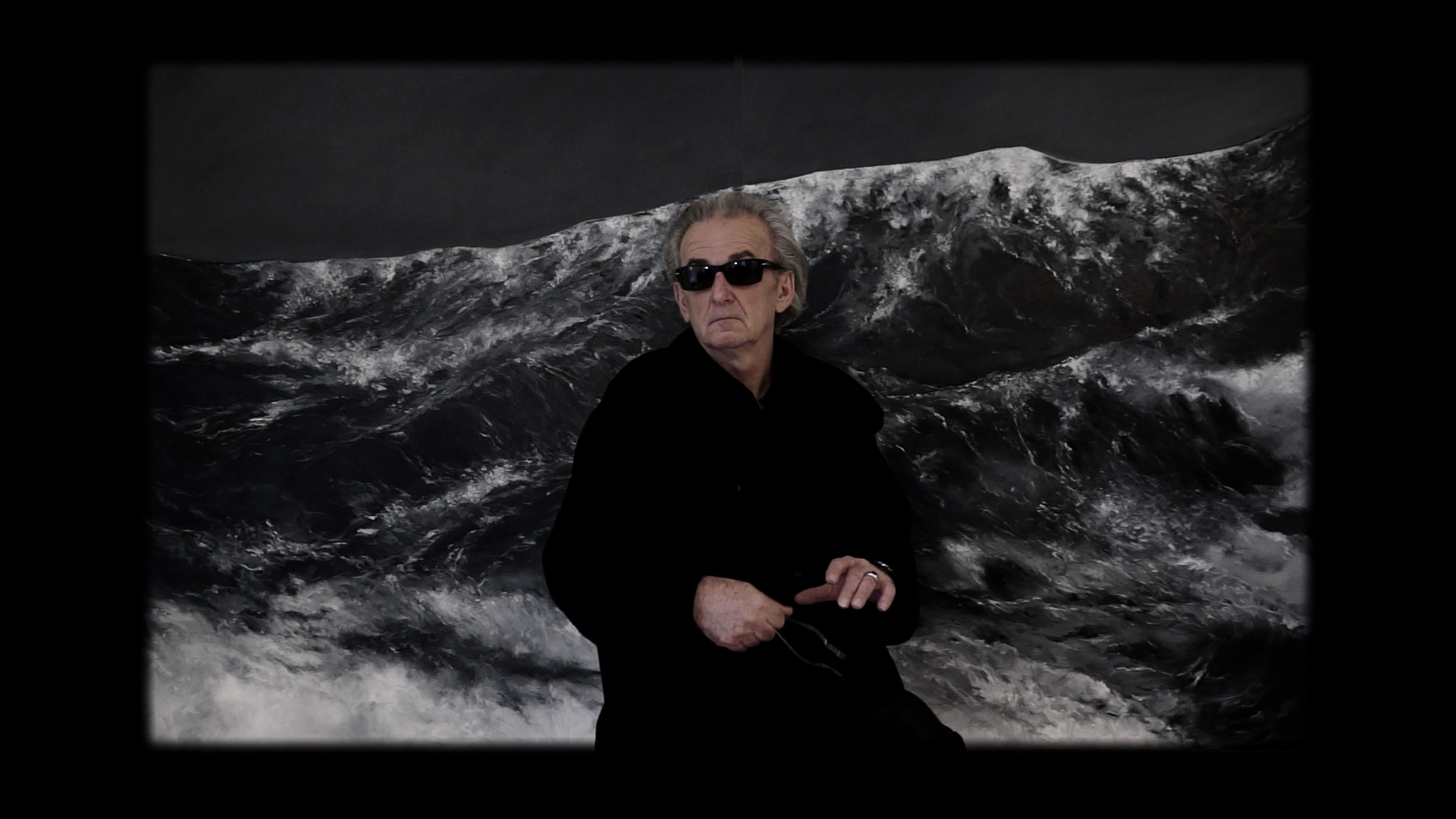
Vidéo. La mer, l'oiseau et jour de fête. 2014.

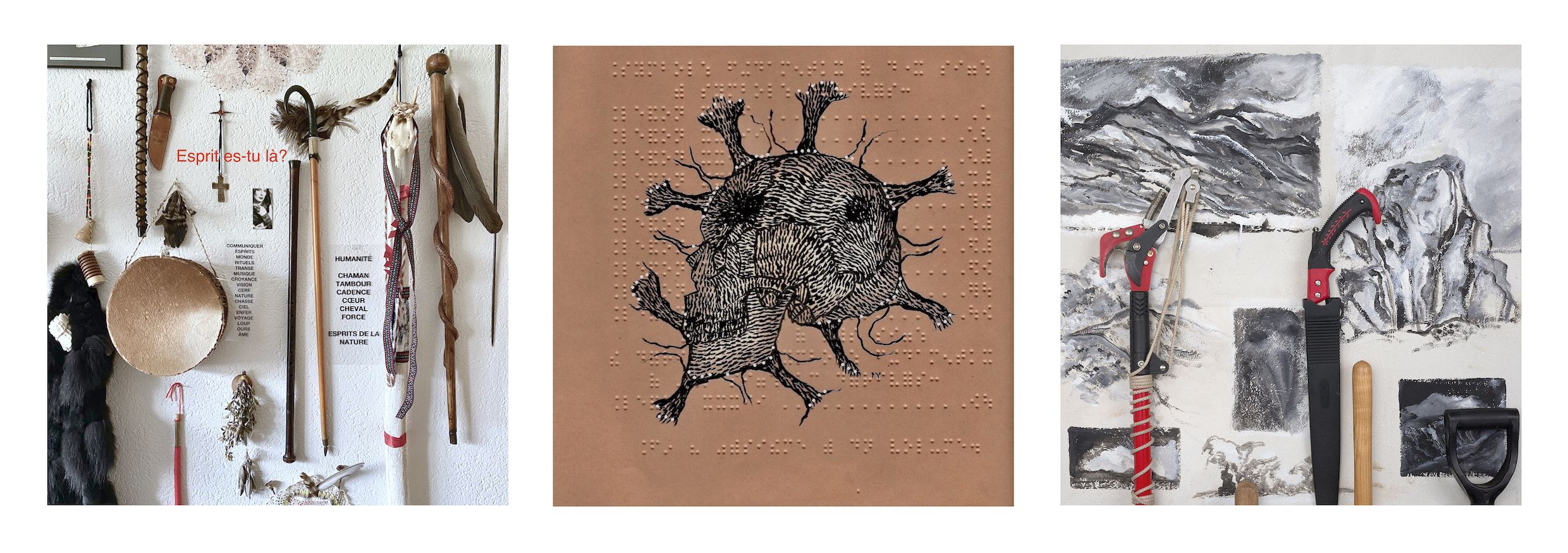
ESPRIT ES-TU LÀ? Exposition Paul Viaccoz, 2021. CEC, Genève.

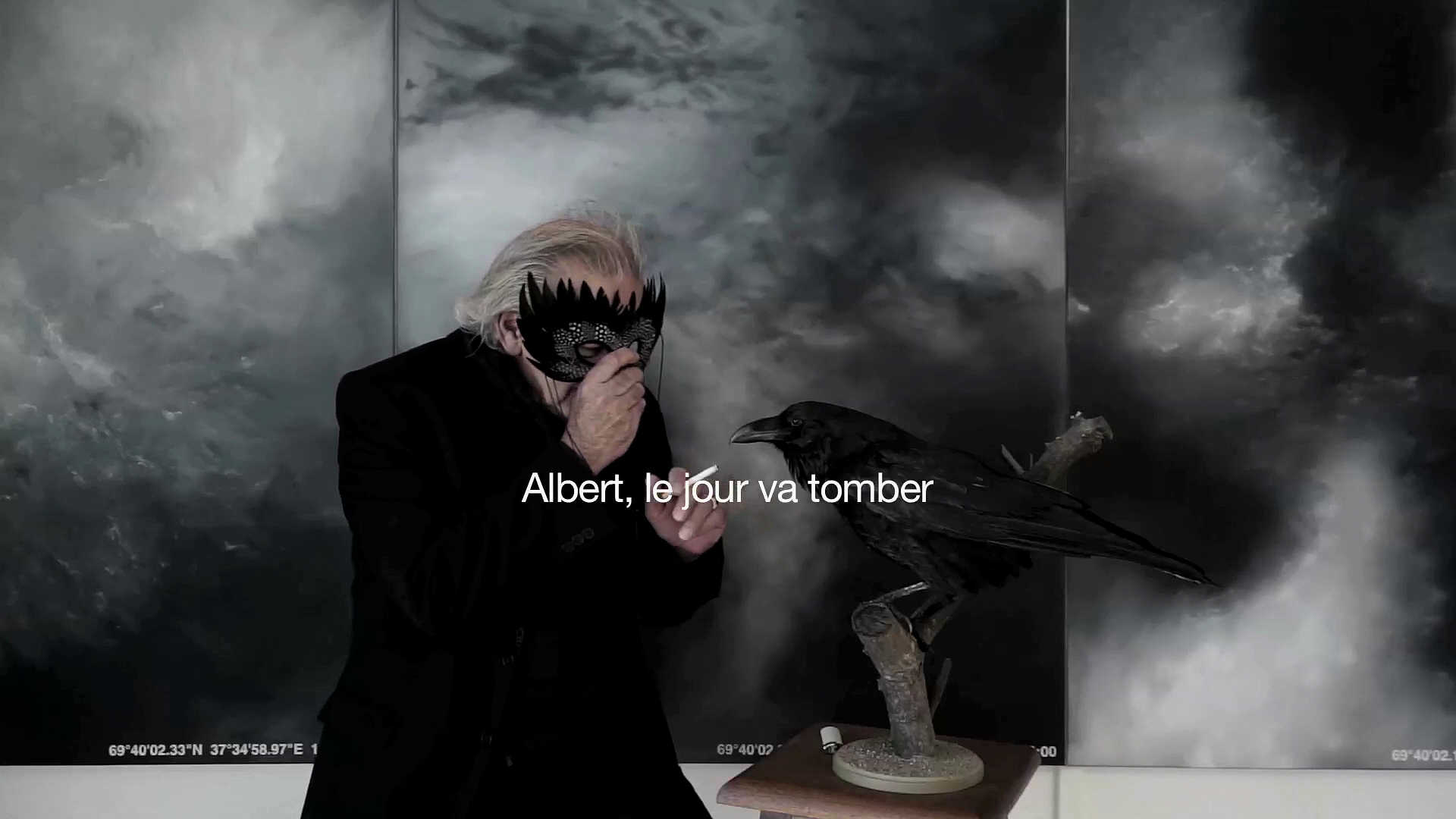
Vidéo. La lune rouge. 2014-2017
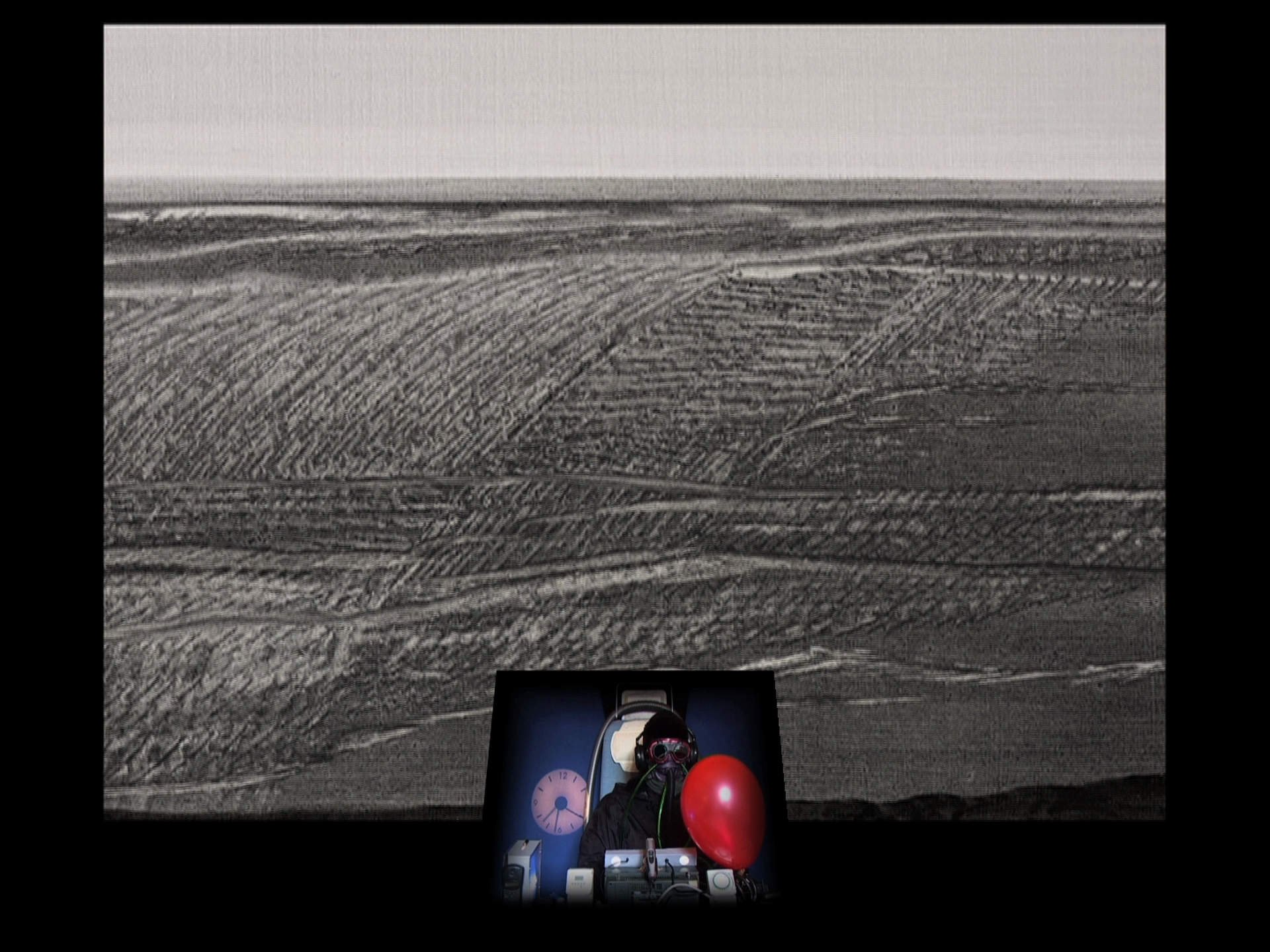
Vidéo. Le Pilote de guerre. 2012
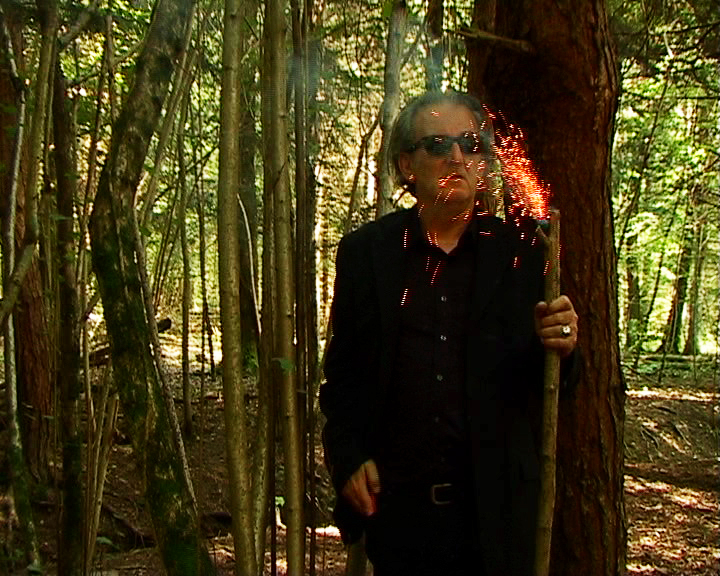
Vidéo. Ouverture de la chasse. 2010

### Expositions personnelles
- 1976, 1985, Centre genevois de la gravure contemporaine (CGGC), Genève[22].
- 1978, Galerie de la Grange-à-l’Evêque, Sion[23].
- 1978, Palais de l'Athénée, Genève[24],[25].
- 1992, Musée Jenisch Vevey[26],[27].
- 1992, Galerie Alice Pauli, Lausanne[28],[29].
- 1993, Galerie Alice Pauli, Lausanne[30].
- 1996, Galerie Alice Pauli, Lausanne[31],[32],[33].
- 1997, Manoir de la ville de Martigny[34],[35],[36],[37],[38].
- 2005, Centre pour l’image contemporaine, Genève[39],[40],[41] ,[42],[43],[44],[45],[46],[47].
- 2012, Fonds municipal d'art contemporain de Genève, Genève [48],[49],[50],[51],[52].
- 2018, Musée jurassien des Arts, Moutier. "La censure des messages[53],[54],[55],[56],[57],[58].
- 2018, Galerie de la FARB, Delémont. "La censure des messages"[59].
- 2021, Centre d'édition contemporaine, Genève, Genève. "Esprit es-tu là ?"[60].

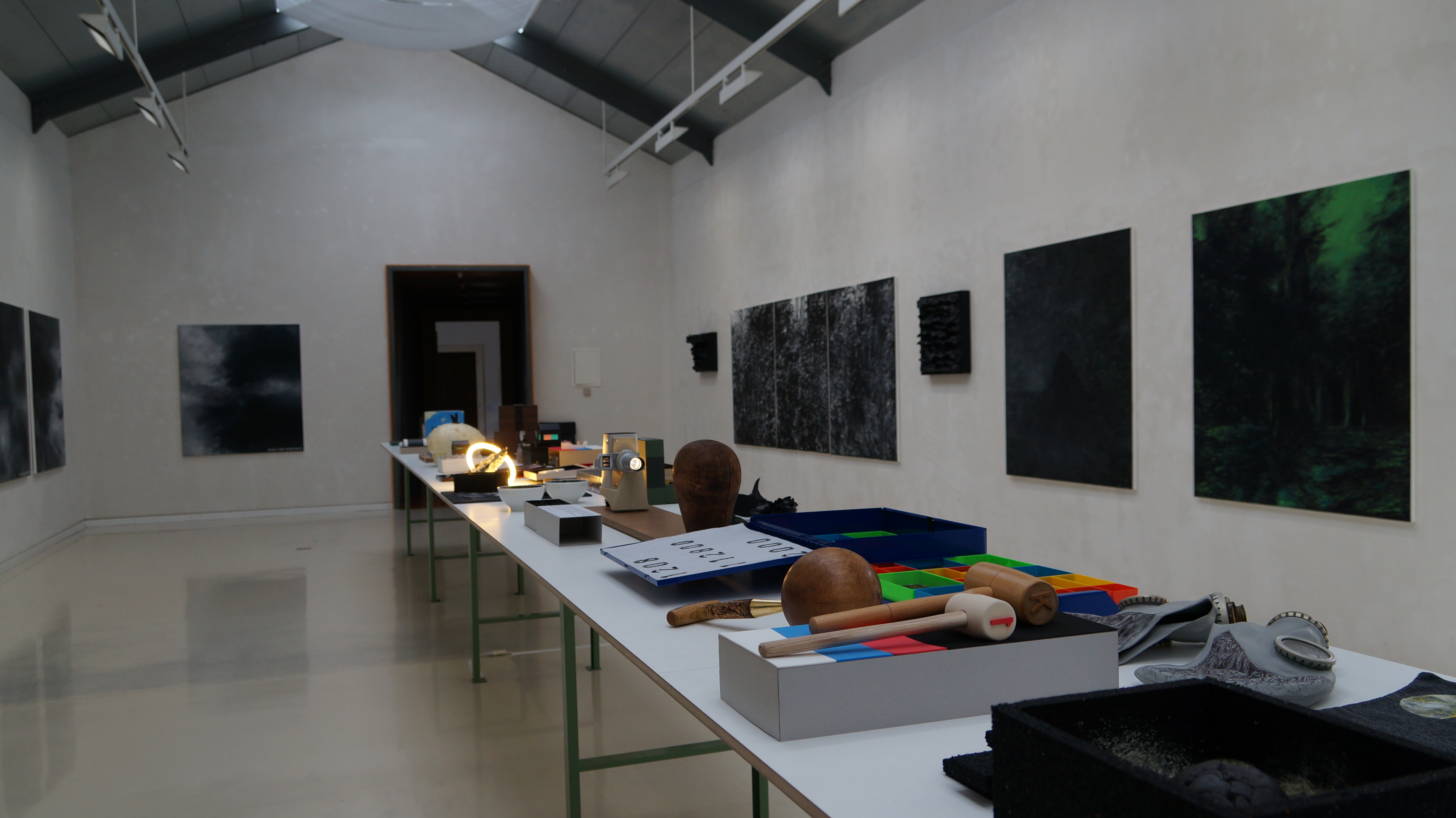
La censure des messages. Exposition Paul Viaccoz. Musée jurassien des arts, Moutier, 2018.
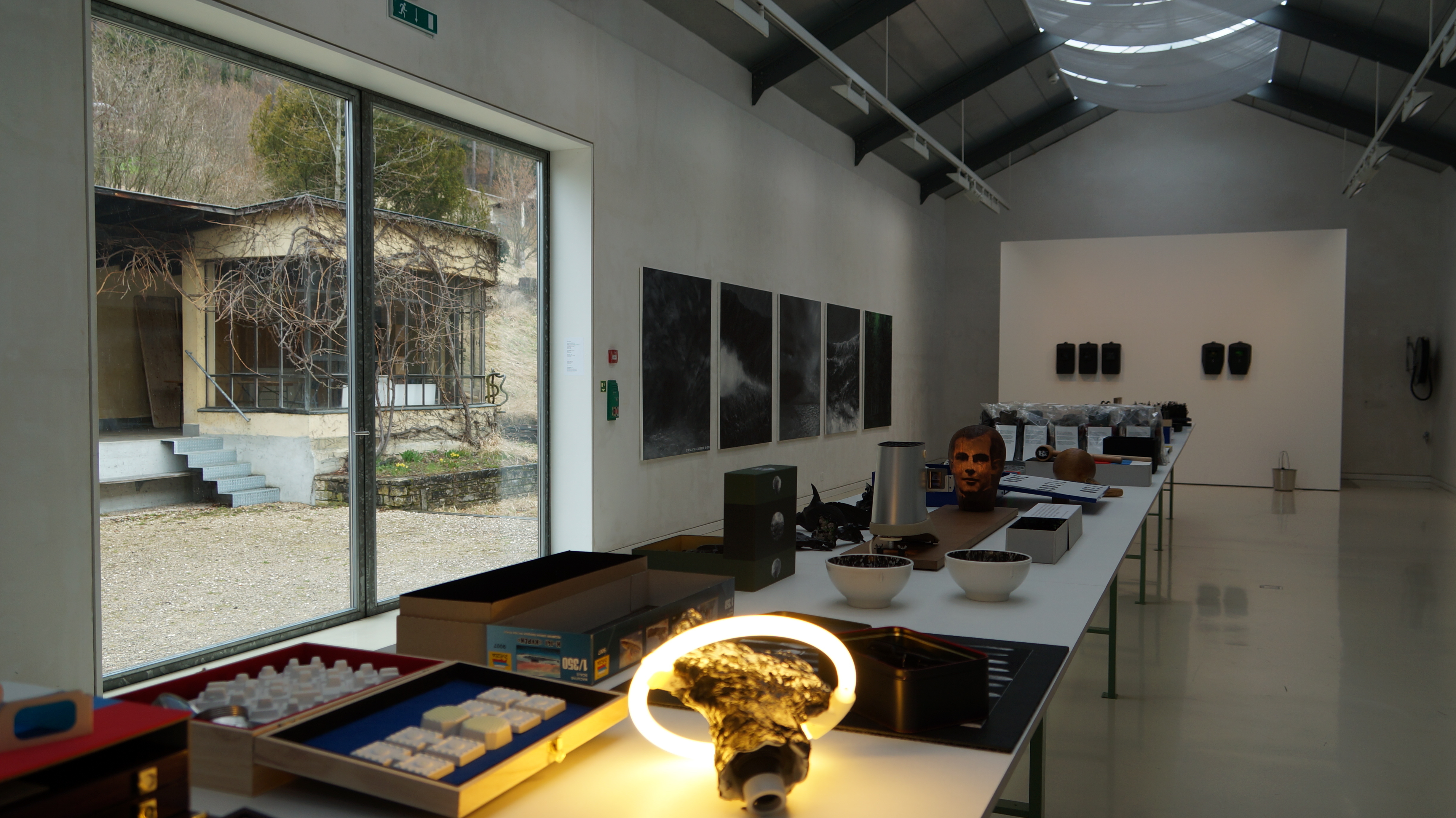
La censure des messages, 2018.
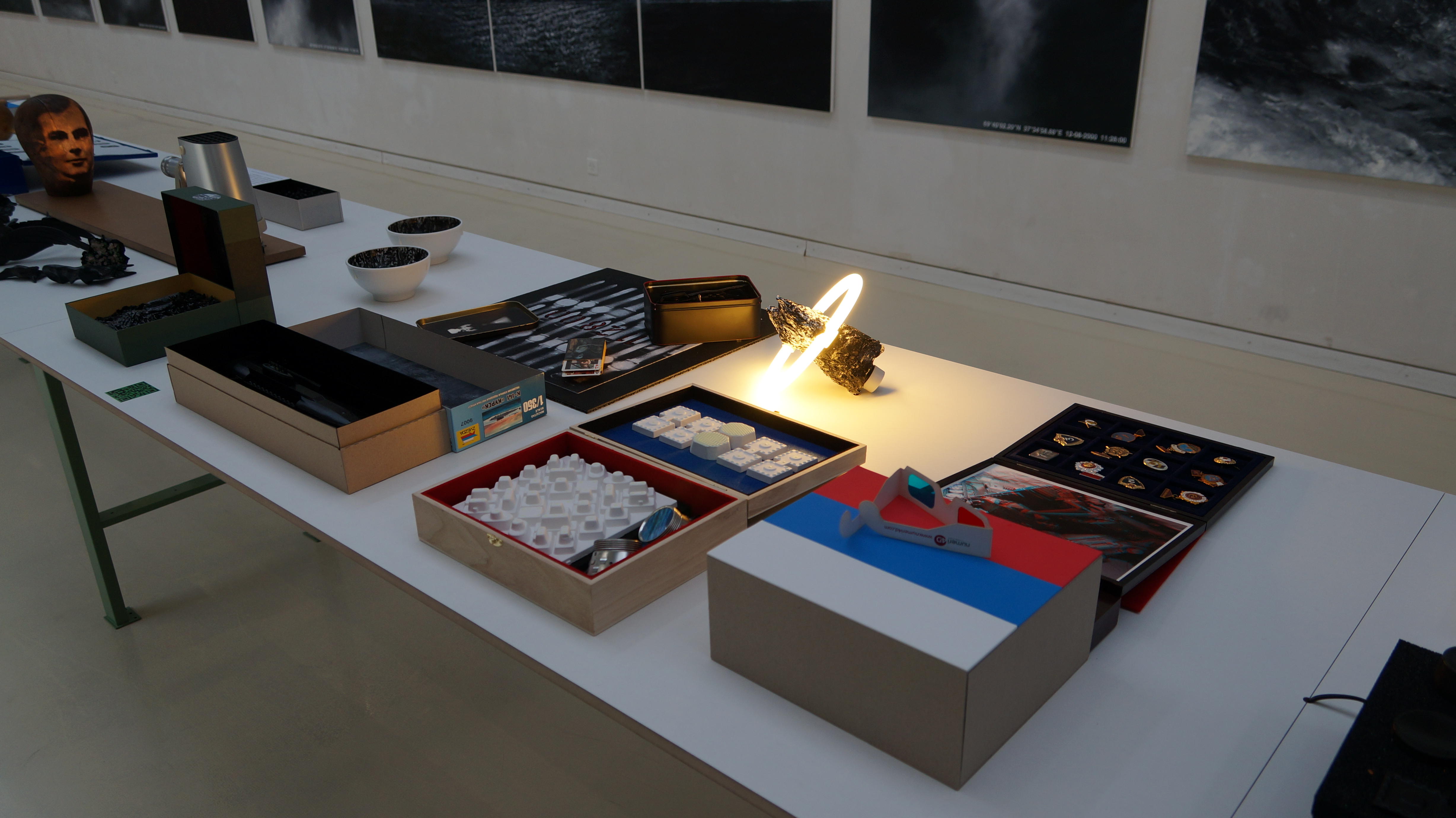
La censure des messages, 2018.
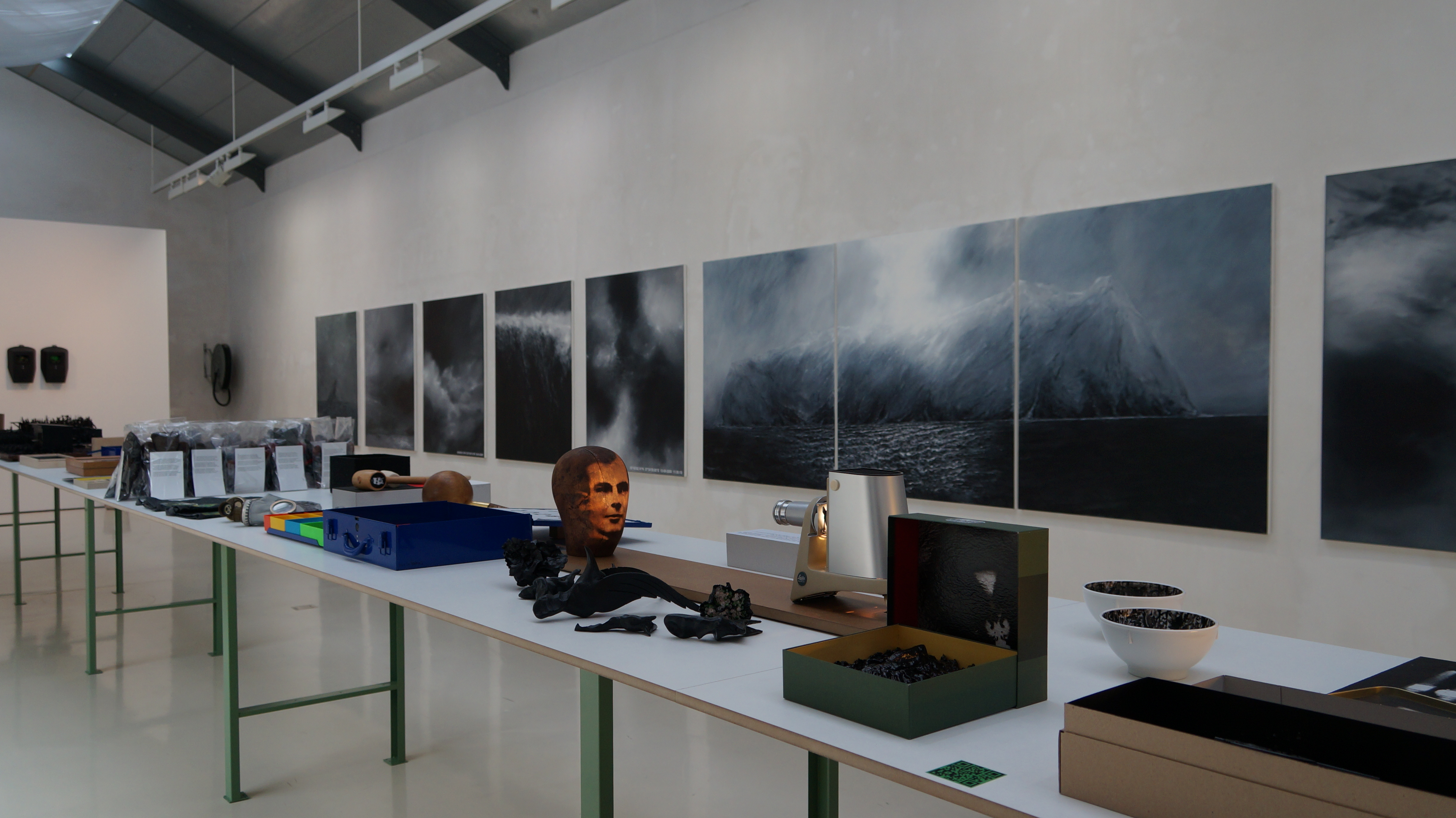
La censure des messages, 2018.
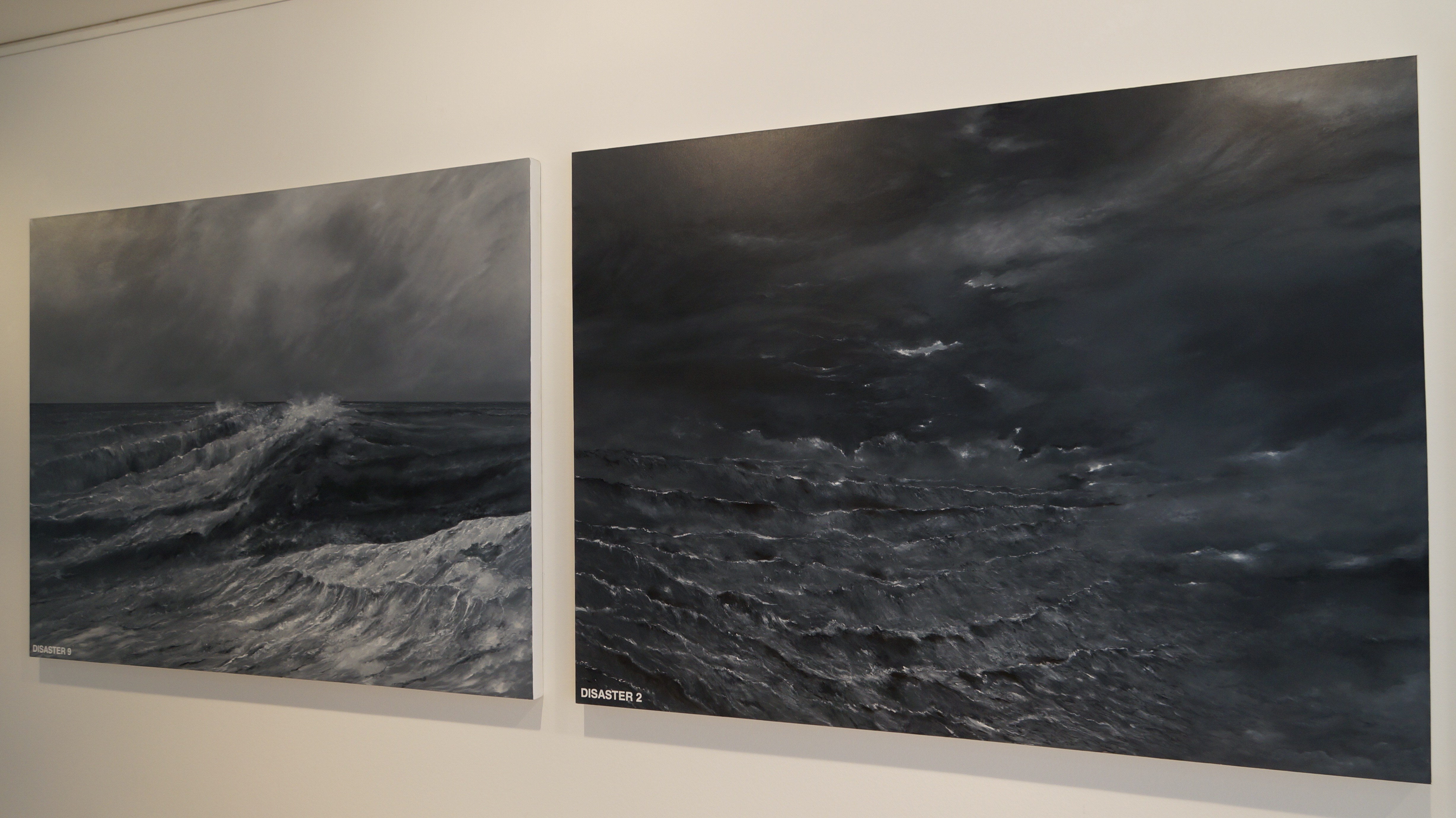
Disaster, 2010-2013. Exposition à la FARB, Delémont, 2018.
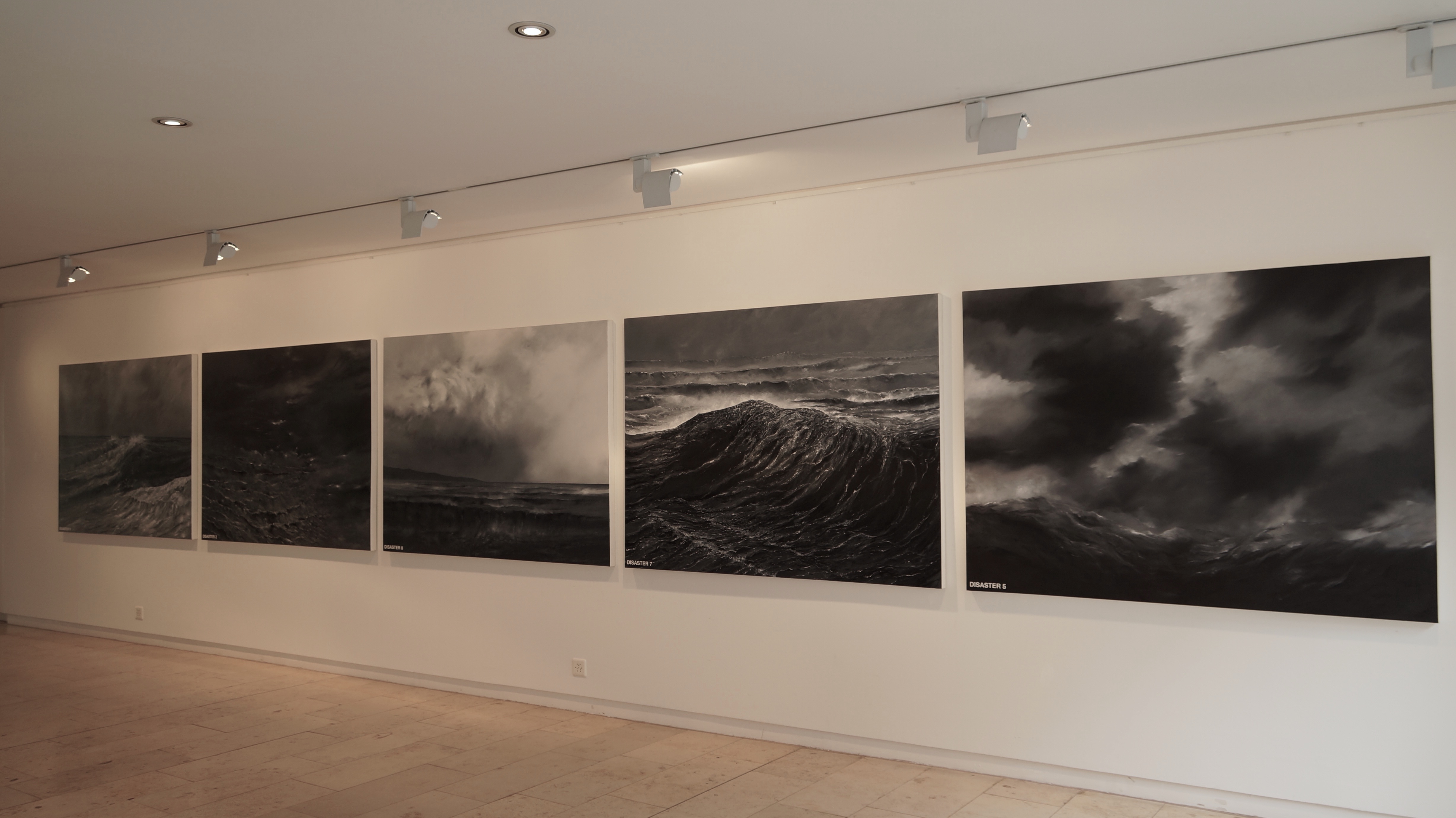
Disaster, suite de 10 peintures, 2010-2013.

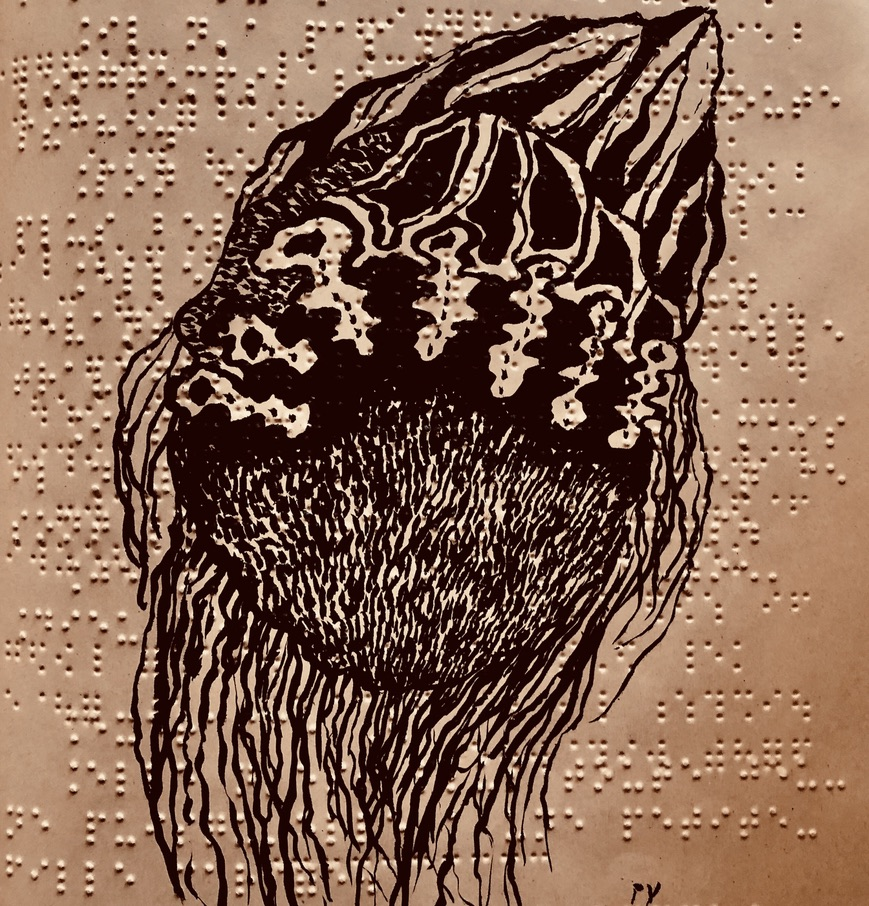
Encre de Chine, 2019.
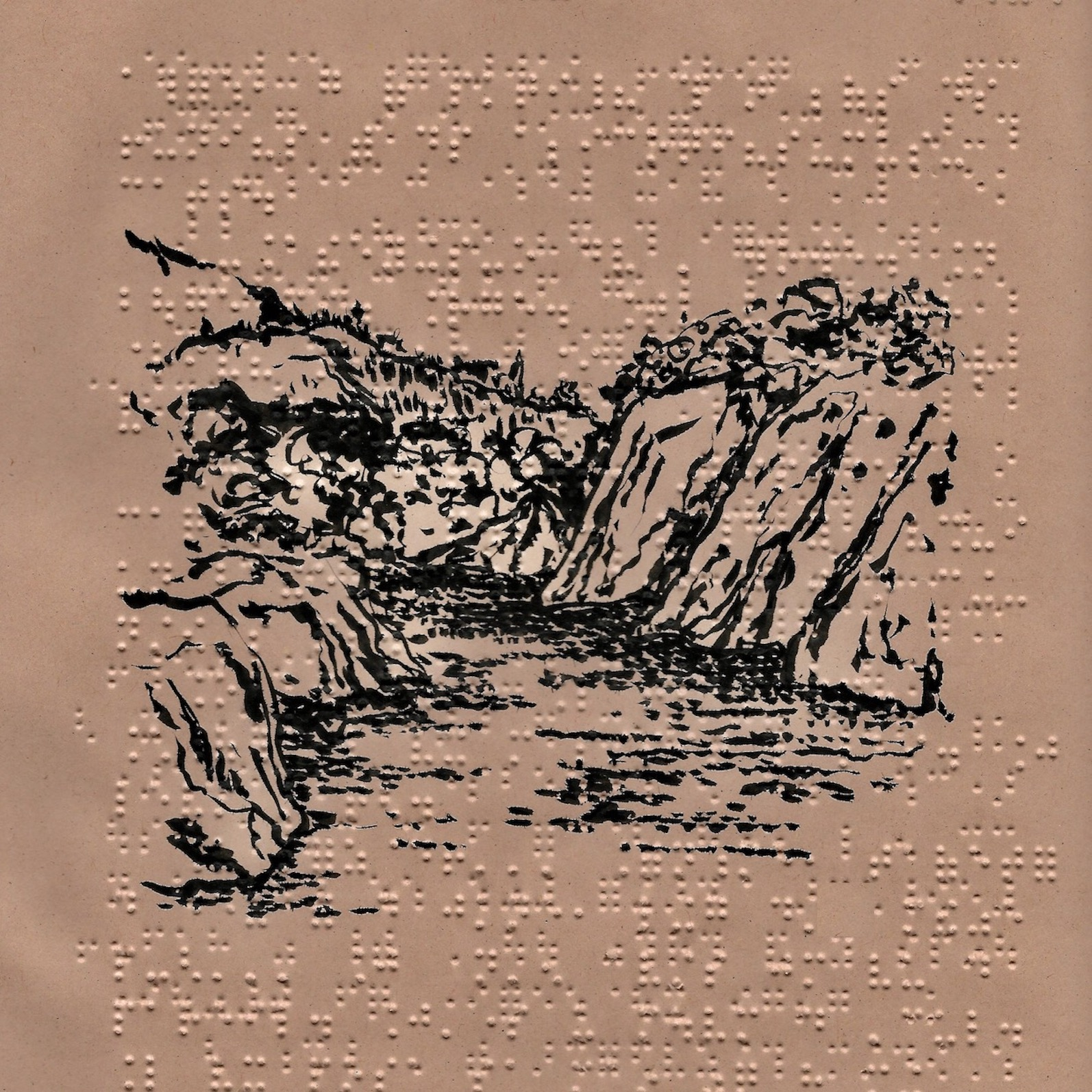
Encre de Chine, 2020.
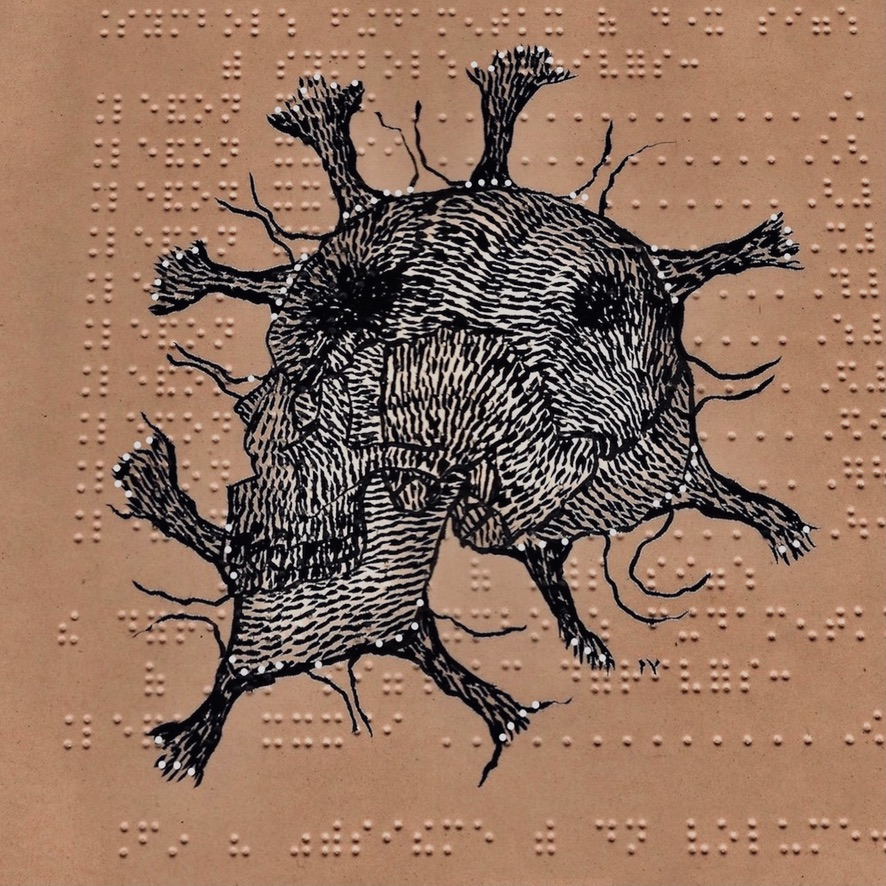
Encre de Chine, 2020.
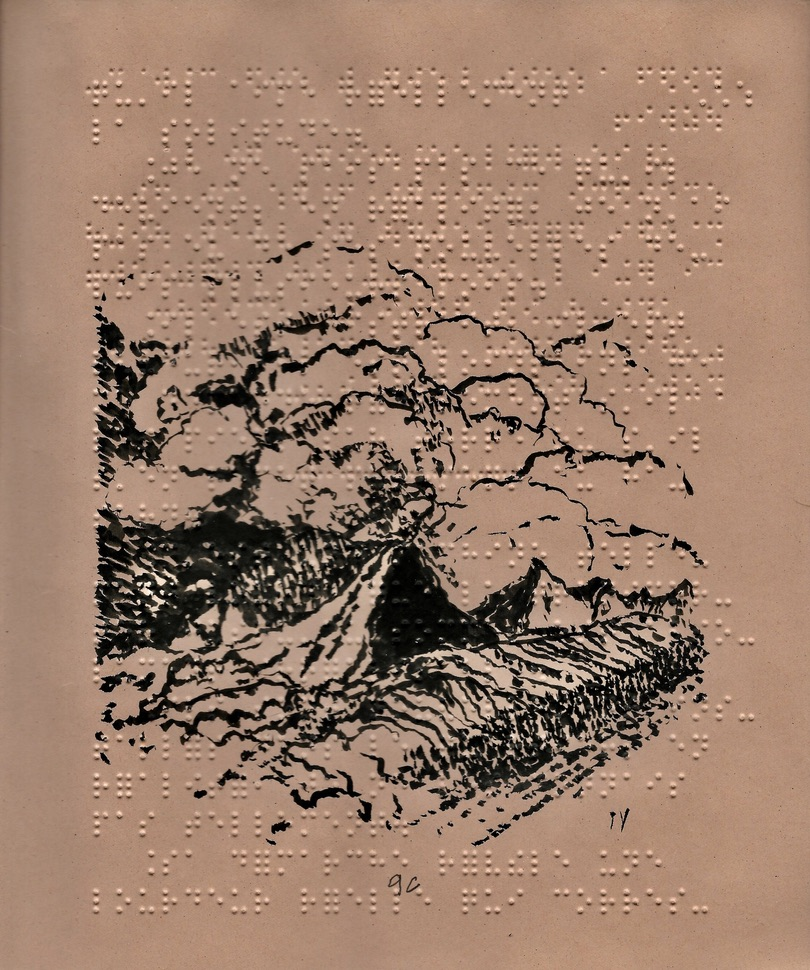
Encre de Chine, 2021.
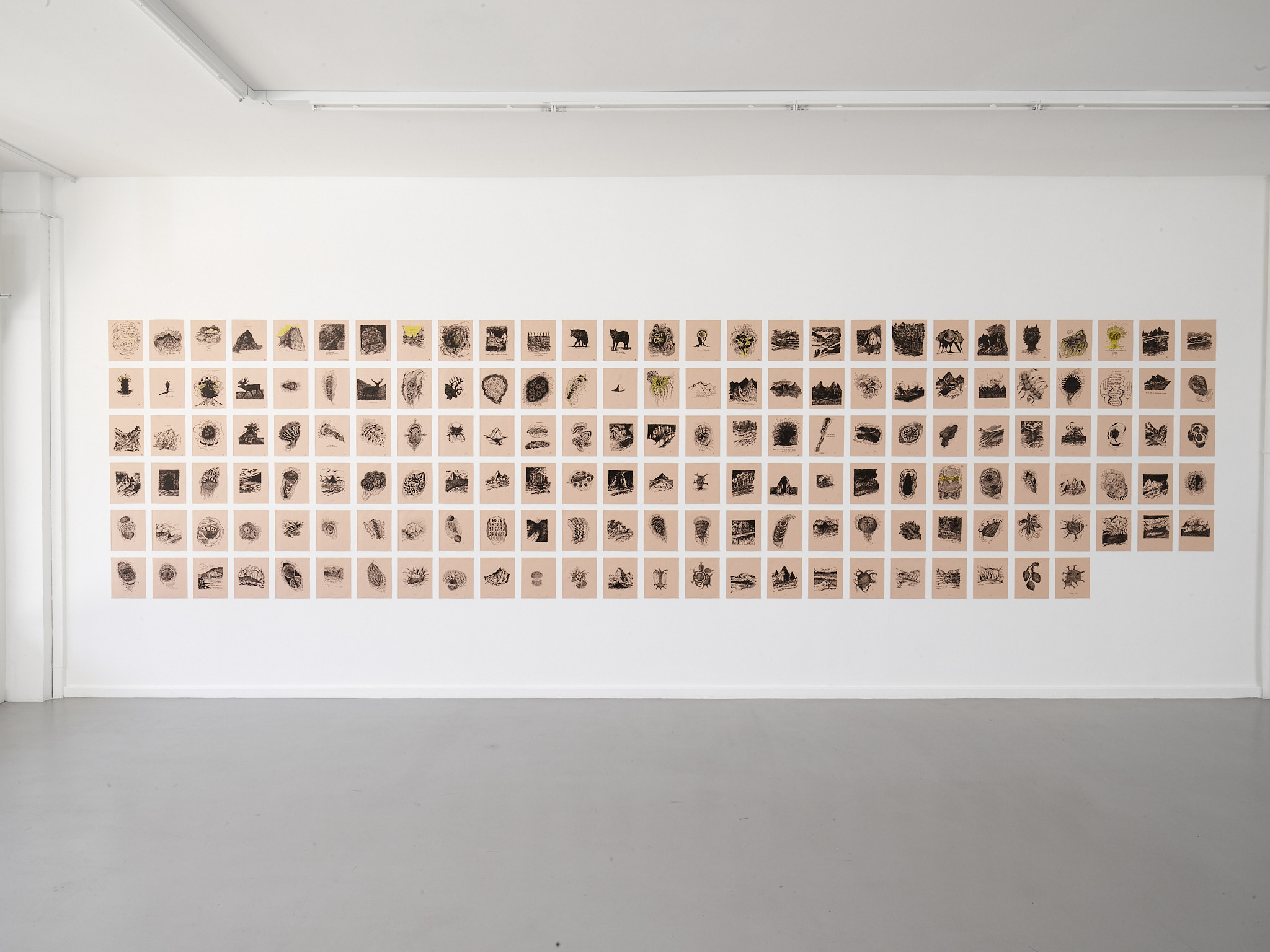
Série de 160 dessins numérotés, encre de Chine sur papier pour écriture braille, 2019-2021.
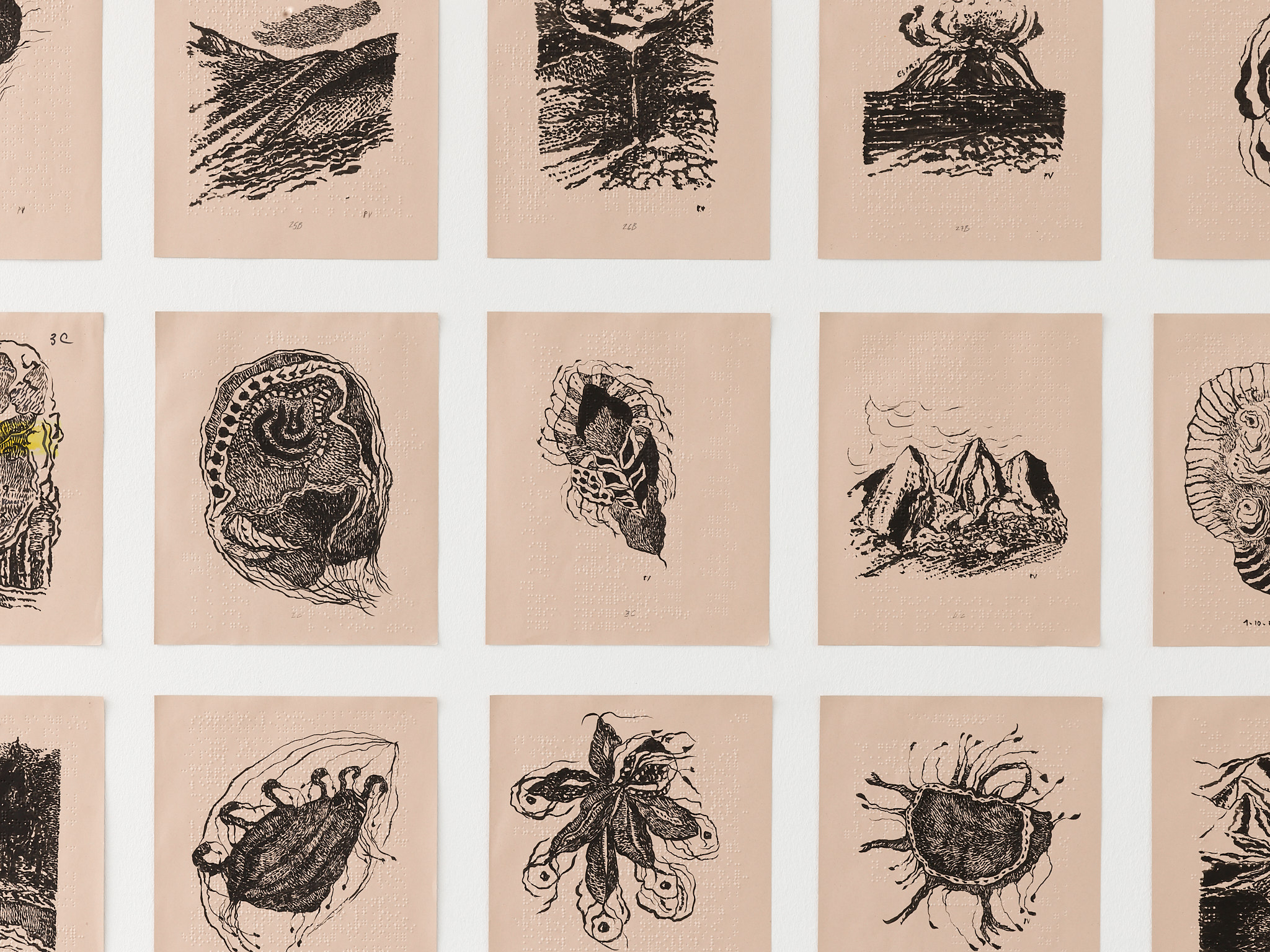
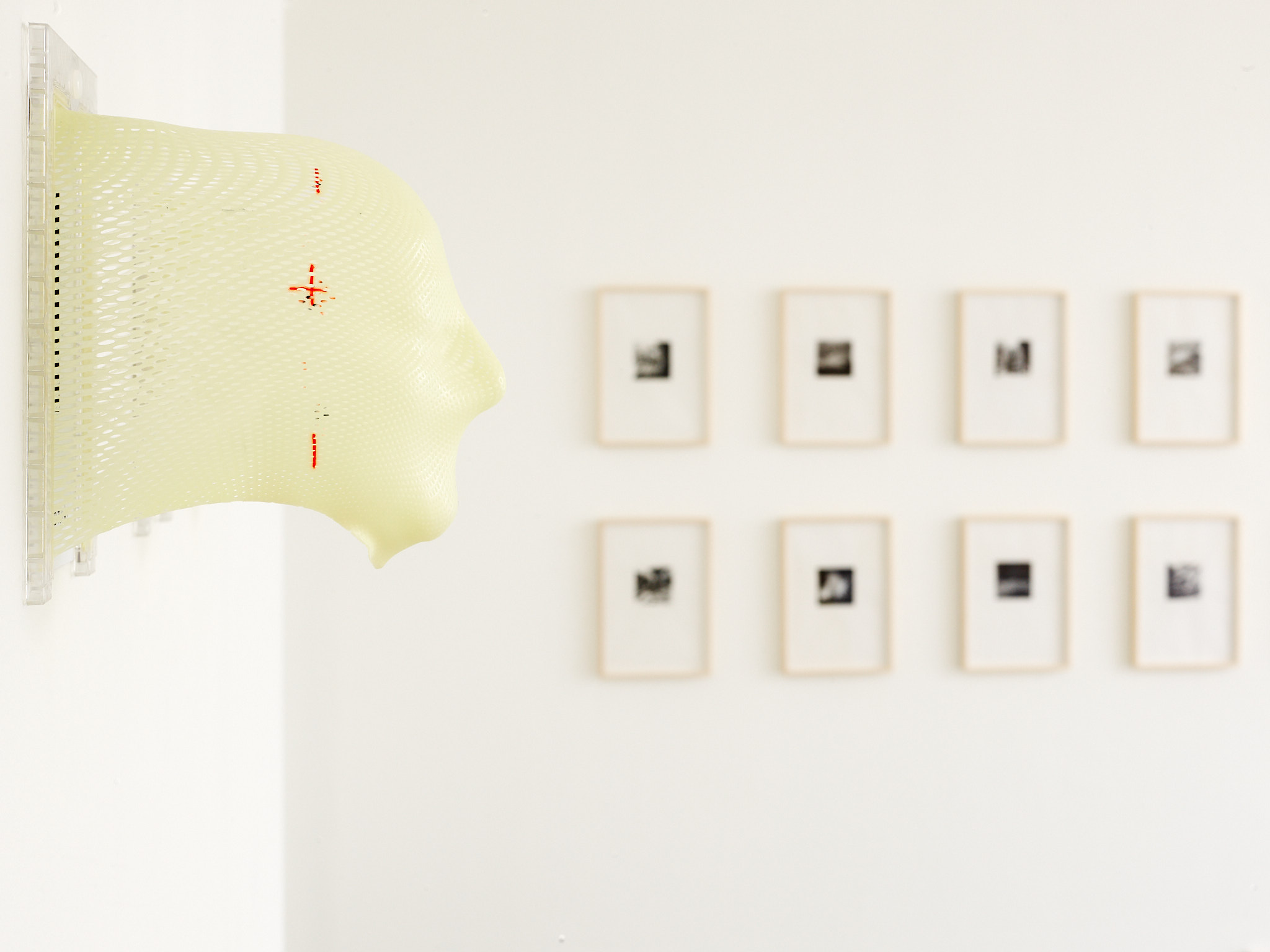
Masques et Paysages de guerre.
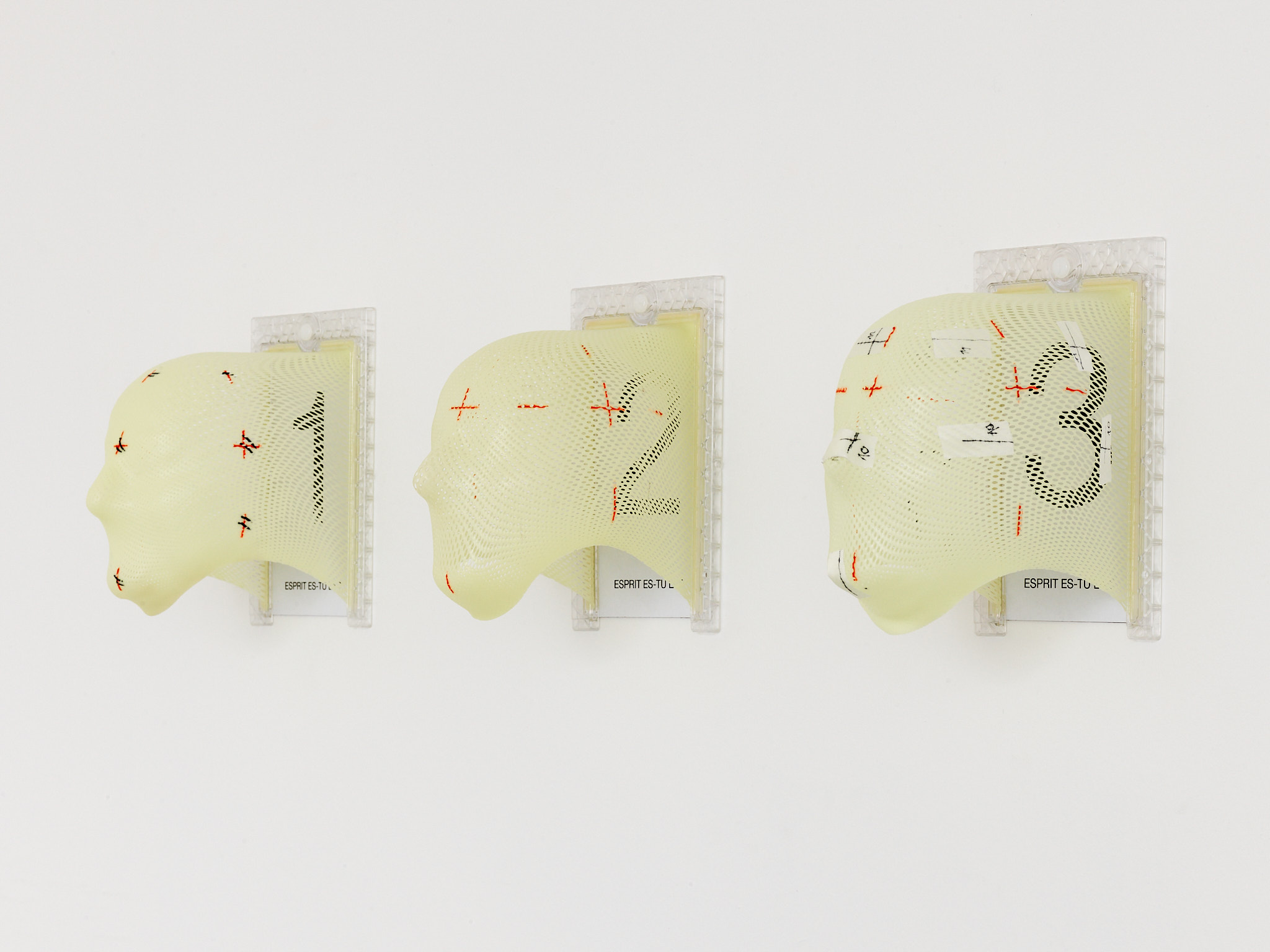
Masques, 2018-2021.
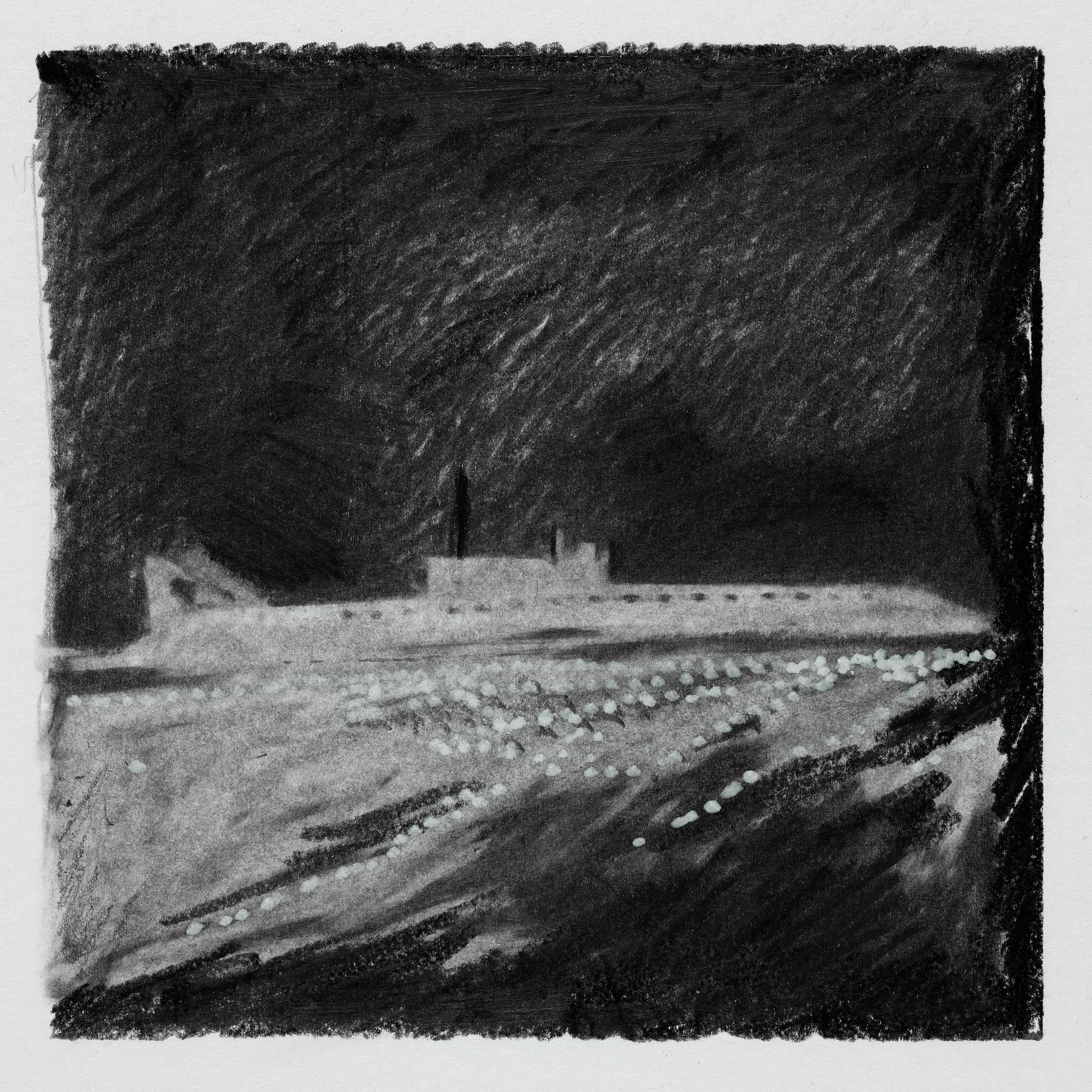
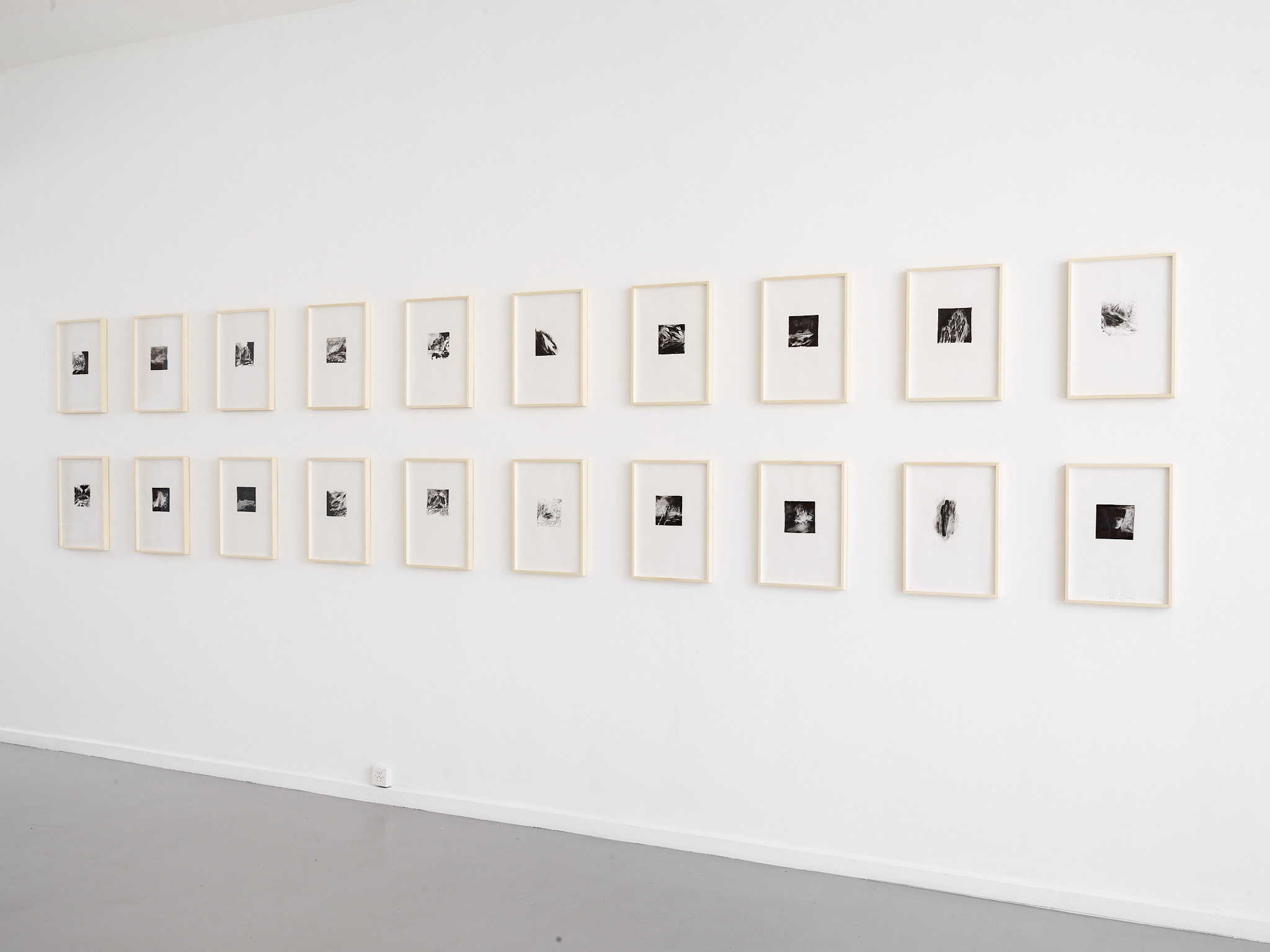
Paysages de guerre. Série de 20 dessins.
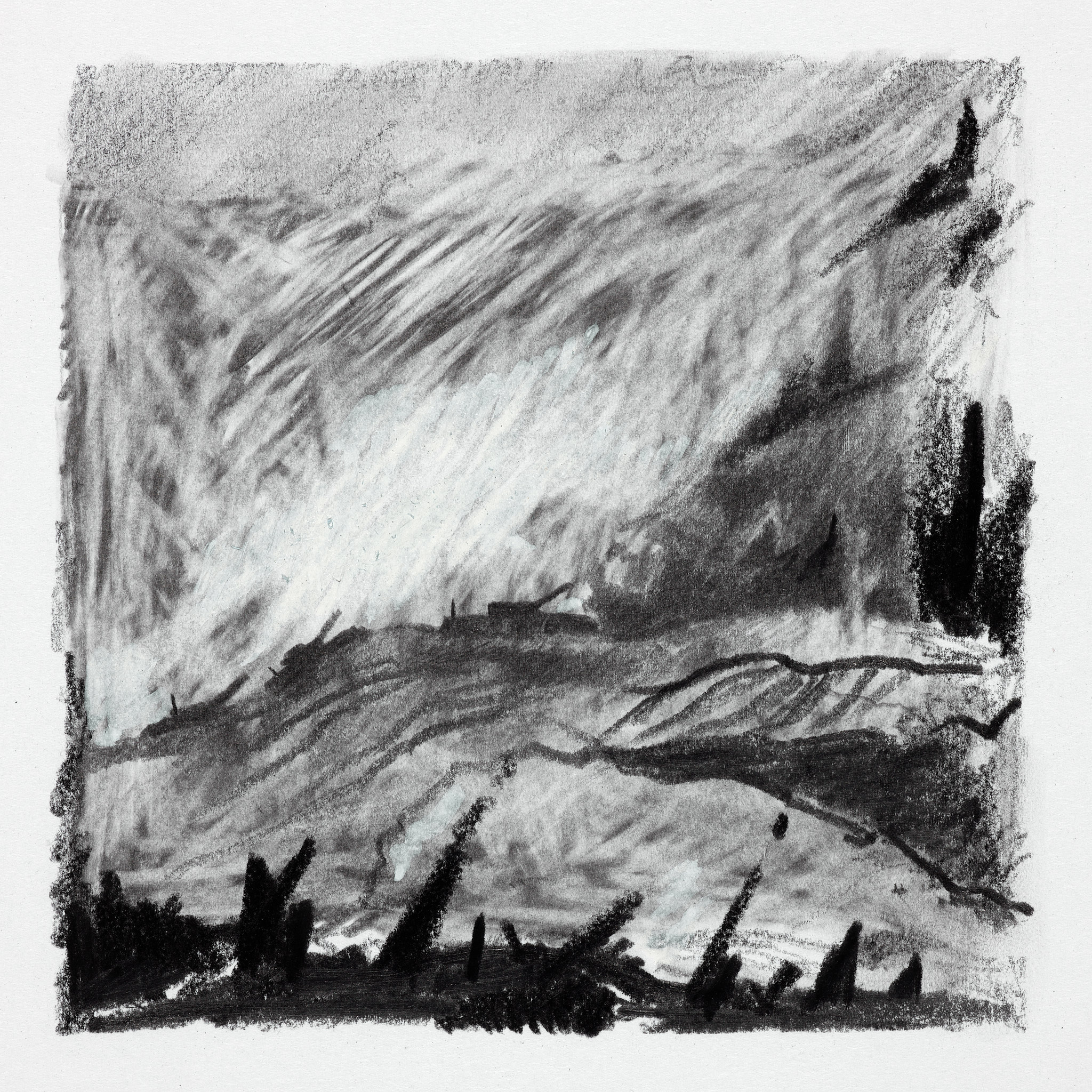
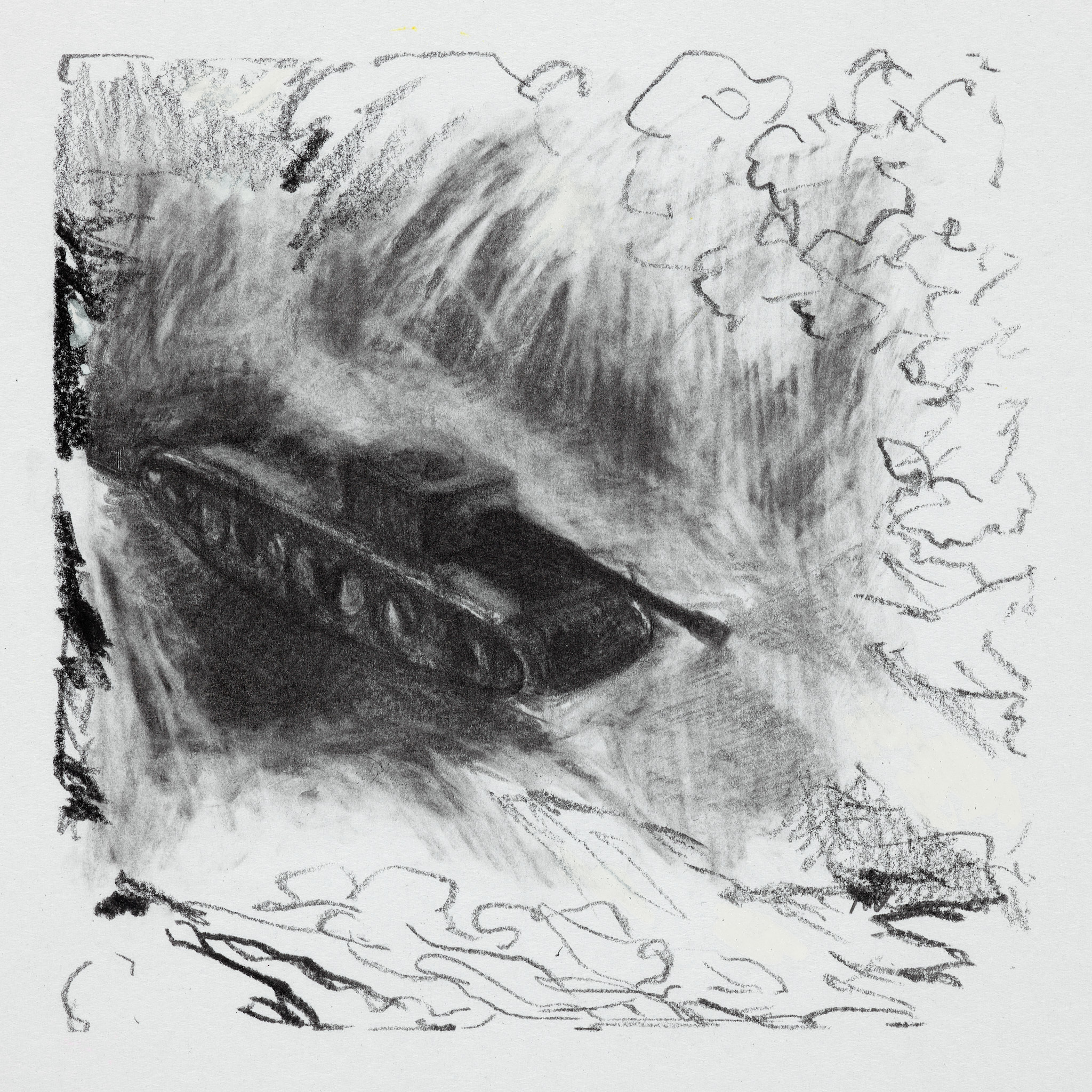

```
               
Paysages de guerre
, 20 dessins, graphite et acrylique, 11 x 11 cm, 2018-2020.
```

### Expositions collectives
- 1981, Institut suisse de Rome[61].
- 1983, Villa Massimo et Institut suisse, Anacapri [62].
- 1987, Jeunes artistes de Genève, Musée Rath, Genève[63].
- 1990, Génération 90, galerie Alice Pauli, Lausanne[64].
- 1994, Galerie Alice Pauli, Lausanne[65].
- 2002, Animation: Vidéos. Centre d'édition contemporaine (CEC), Genève[66].
- 2002, Expo 02. Le Cirque des idées[67], Artéplage d'Yverdon-les-Bains[68],[69].
- 2005, 11e et 12e Biennales de l’Image en Mouvement (BIM), Centre pour l'image contemporaine. Genève[70],[71].
- 2016,  No Walk, No Work, Centre d’art contemporain, Yverdon-les-Bains (CACY): vidéo[72], [73].

### Publications
- Bernard Blatter, Philippe Cuenat et Olivier Pauli, Paul Viaccoz, peintures et œuvres sur papier, 1988-1992, Lausanne, Galerie Alice Pauli, Musée Jenisch, 1992 (lire en ligne)In op. cit., voir la note 5.
- Joseph Cecconi, Philippe Cuenat, Vincent Barras, Isabelle Aeby Papaloïzos, Aurélien Viaccoz et Stéphane Cecconi, Il fait, paraît-il, meilleur dehors. Paul Viaccoz 1999-2009, Genève, La Baconnière/Arts, 2009 (lire en ligne) In op. cit., voir la note 8
- Collectif, L'art et la culture au CHUV : 25 ans d'activité pionnière, Lausanne, 2009
- Caroline de Watteville (dir.), Isabelle Papaloizos (dir.) et Paul Viaccoz (dir.), L'art est ce qui rend la vie plus intéressante que l'art, R. Filliou (lire en ligne [PDF]), p. 162-164.
- Stéphane Cecconi, Lionel Coudray et Yves Christen, Paul Viaccoz Le responsable de l'économat est aujourd'hui indisponible, Genève (présentation en ligne).
- Paul Viaccoz, Le responsable de l'économat : nouvelle, Genève, FMAC, 2012 (présentation en ligne), p. 14-35
- Paul Viaccoz et Valentine Reymond, La censure des messages : ПОЛ LE CENT DIX-NEUVIÈME HOMME, nouvelle de Paul Viaccoz, Moutier, Musée jurassien des arts,‎ 2018, 48 p. (ISBN 978-2-9700757-7-6, présentation en ligne), p. 7-45
- Paul Viaccoz, ”40 Paysages aquatiques”, Courroux, Paul Viaccoz, 2018 (présentation en ligne).
- Paul Viaccoz et Michel Guélat, ”PAYS PAYSAGES”, Courroux, Paul Viaccoz, 2018 (présentation en ligne).
- Paul Viaccoz, "ESPRIT ES-TU LÀ?" : Before publication 5, Centre d'édition contemporaine, Genève 2021. Droits: Paul Viaccoz et le Centre d’édition contemporaine. Photos: Sandra Pointet. Graphisme: Niels Wehrspann, Lausanne, 2021 [74].

```
             Suite de dessins à l'encre et à l'acrylique sur les murs de la Maison Blanche, 2016-2020.            
```

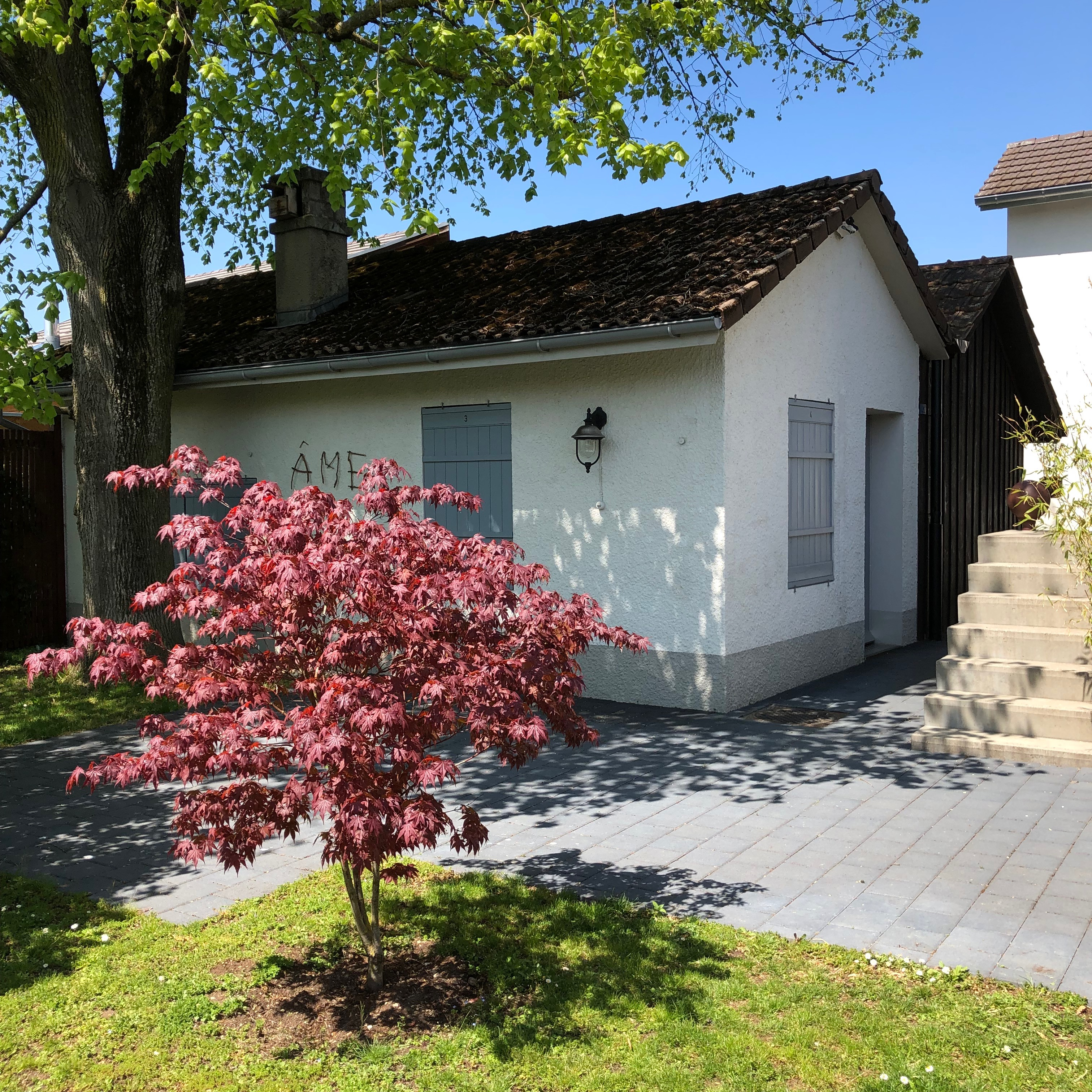
La Maison Blanche.
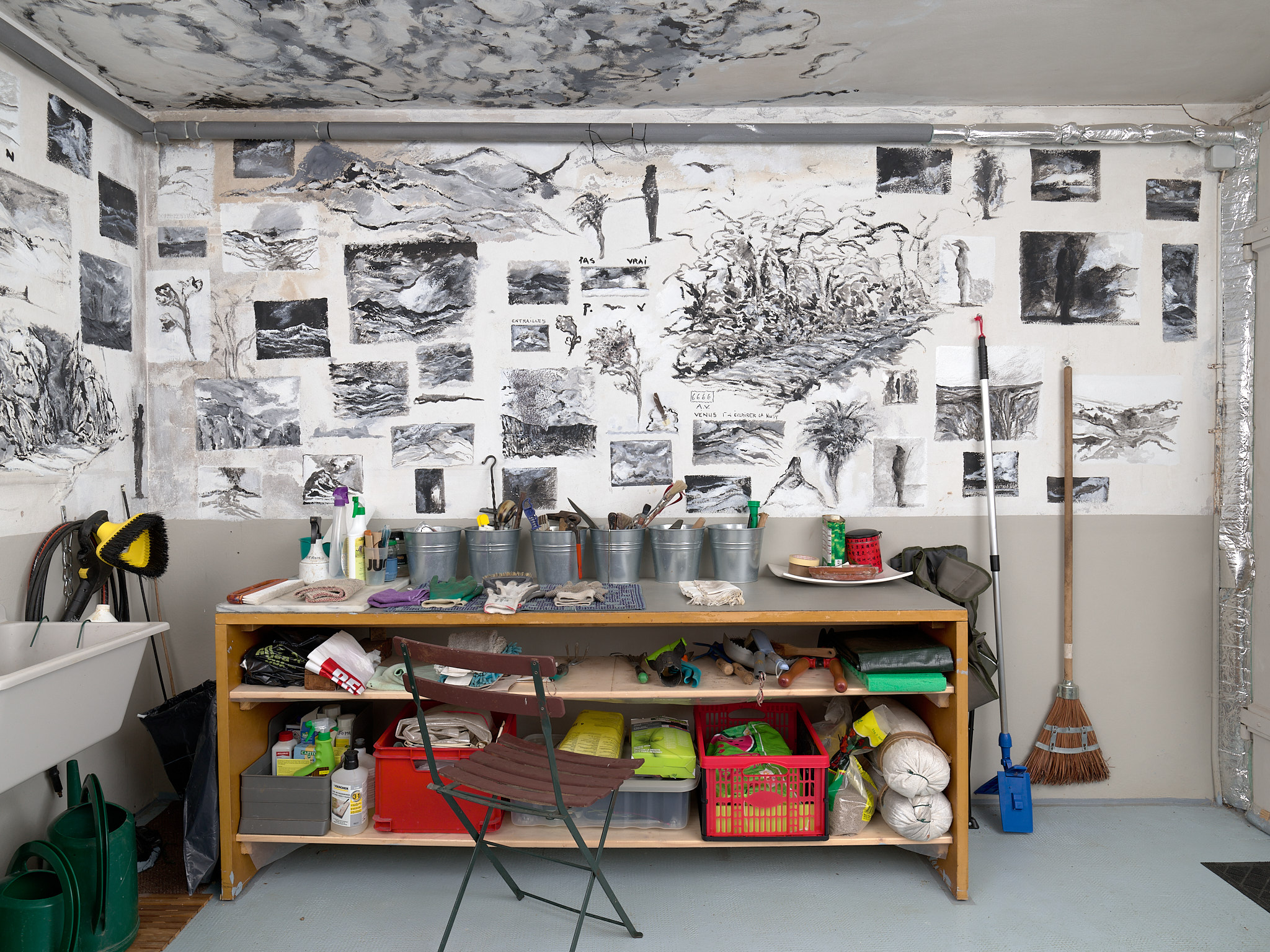
Dessins sur les murs de la maison.
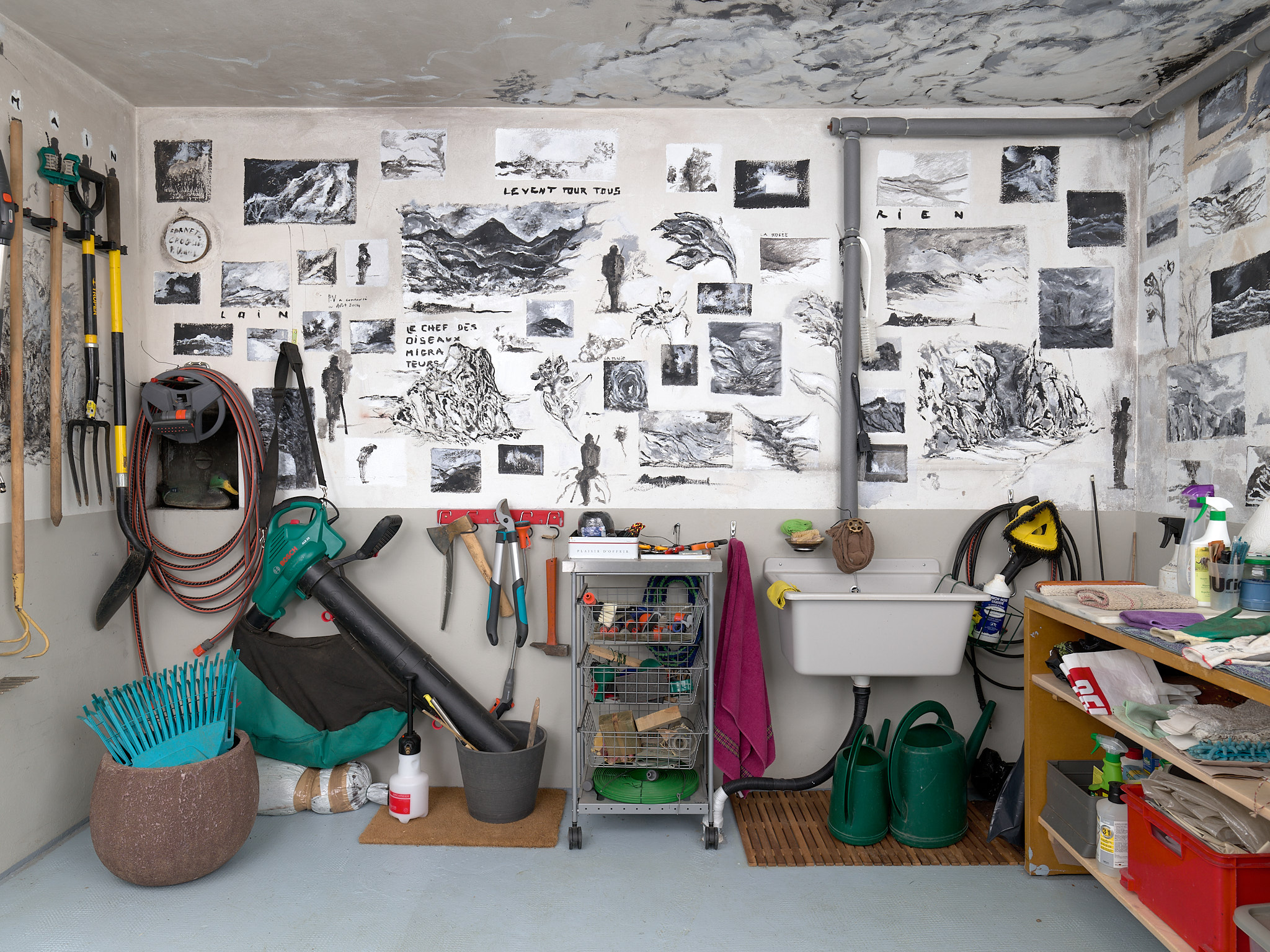
Dessins sur les murs de la maison.
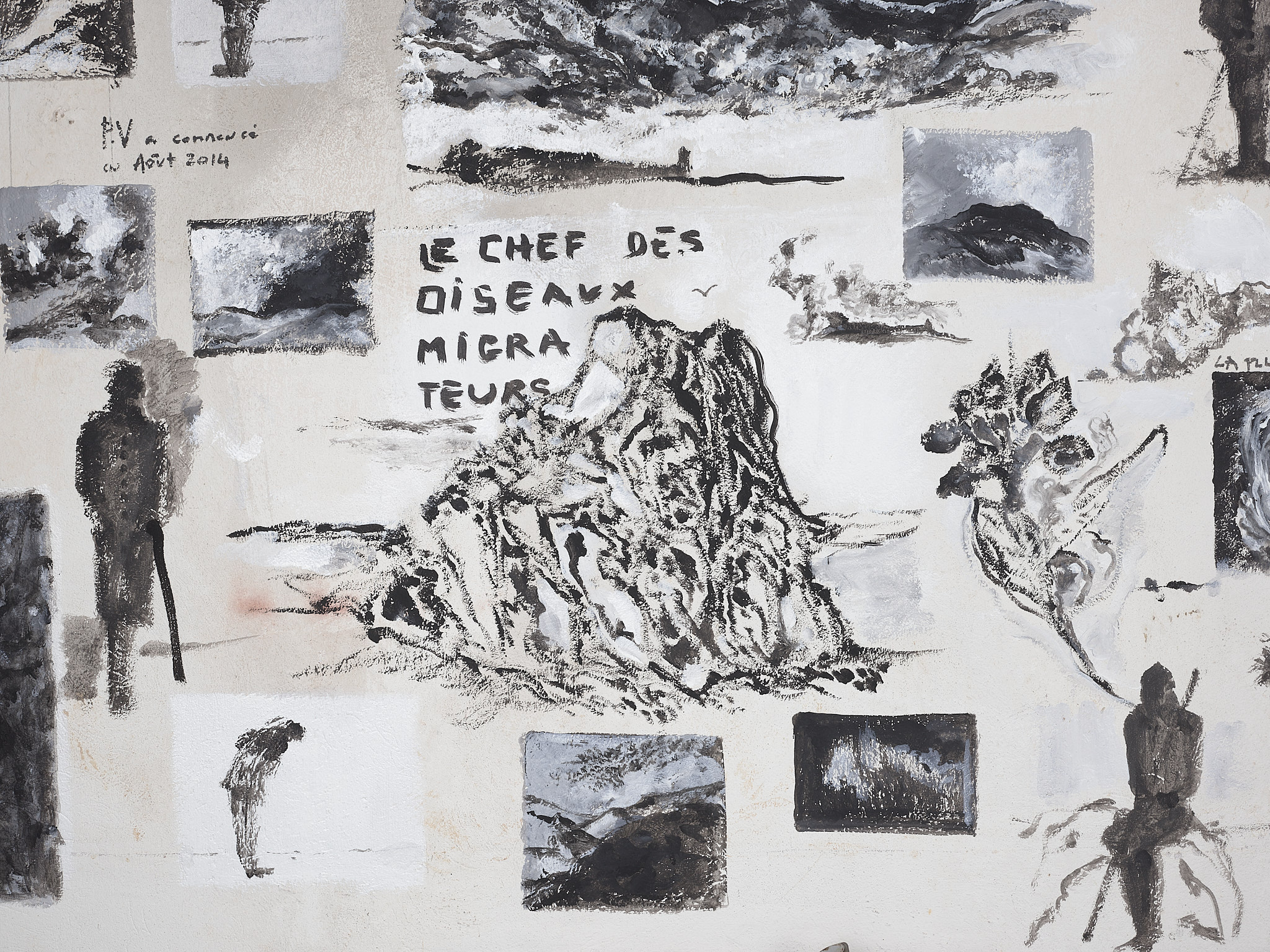
Détails.
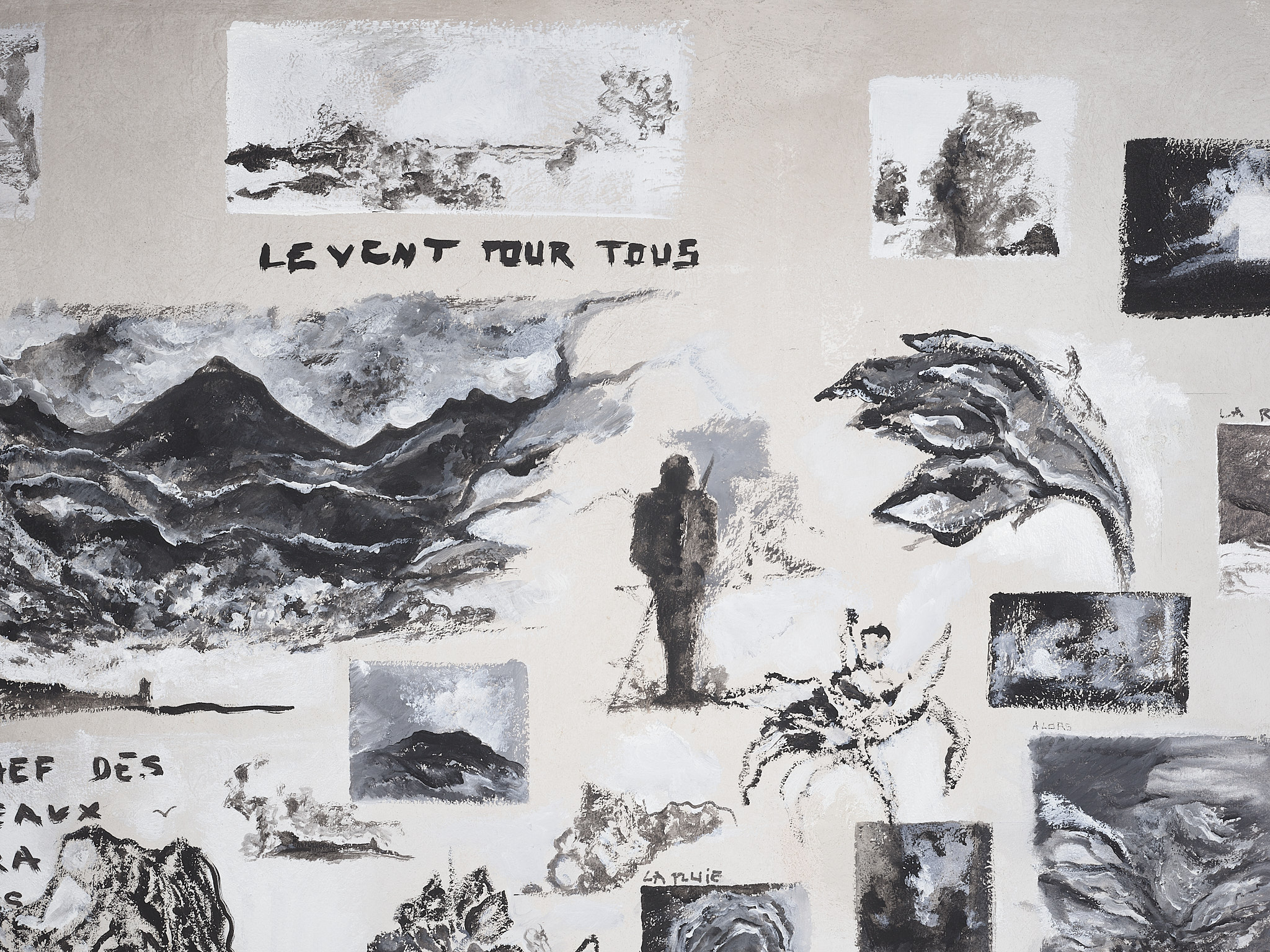
Détails.

```
                                     Murs chamaniques 1 et 2, 2018-2021.
```

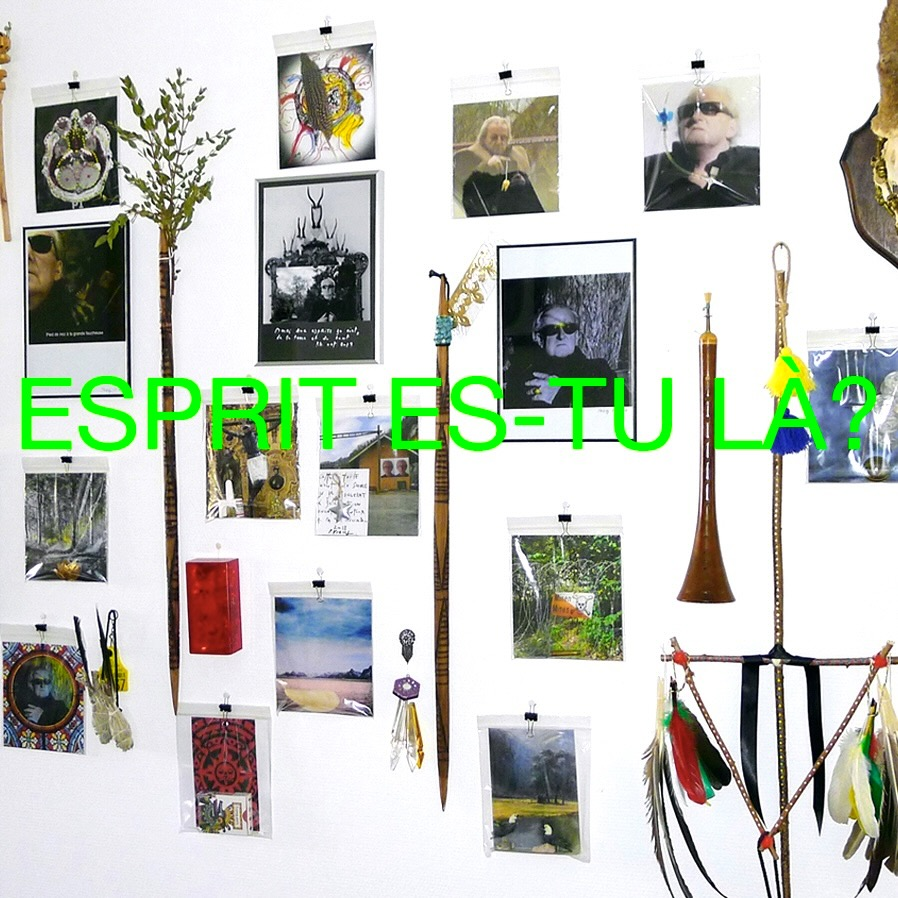
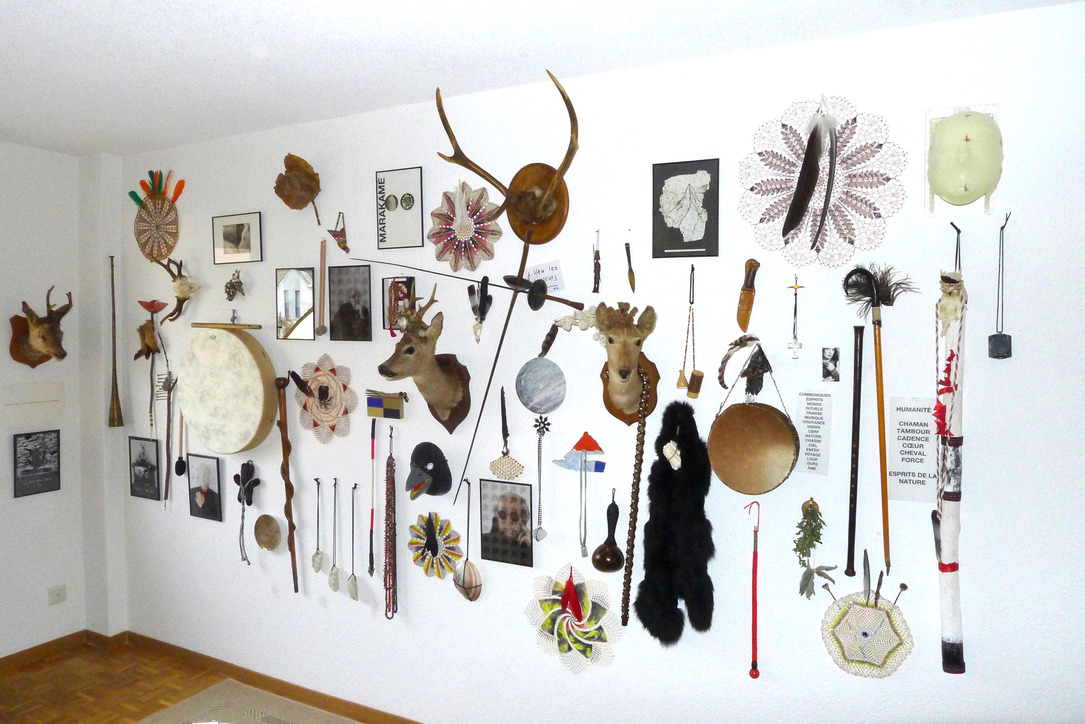
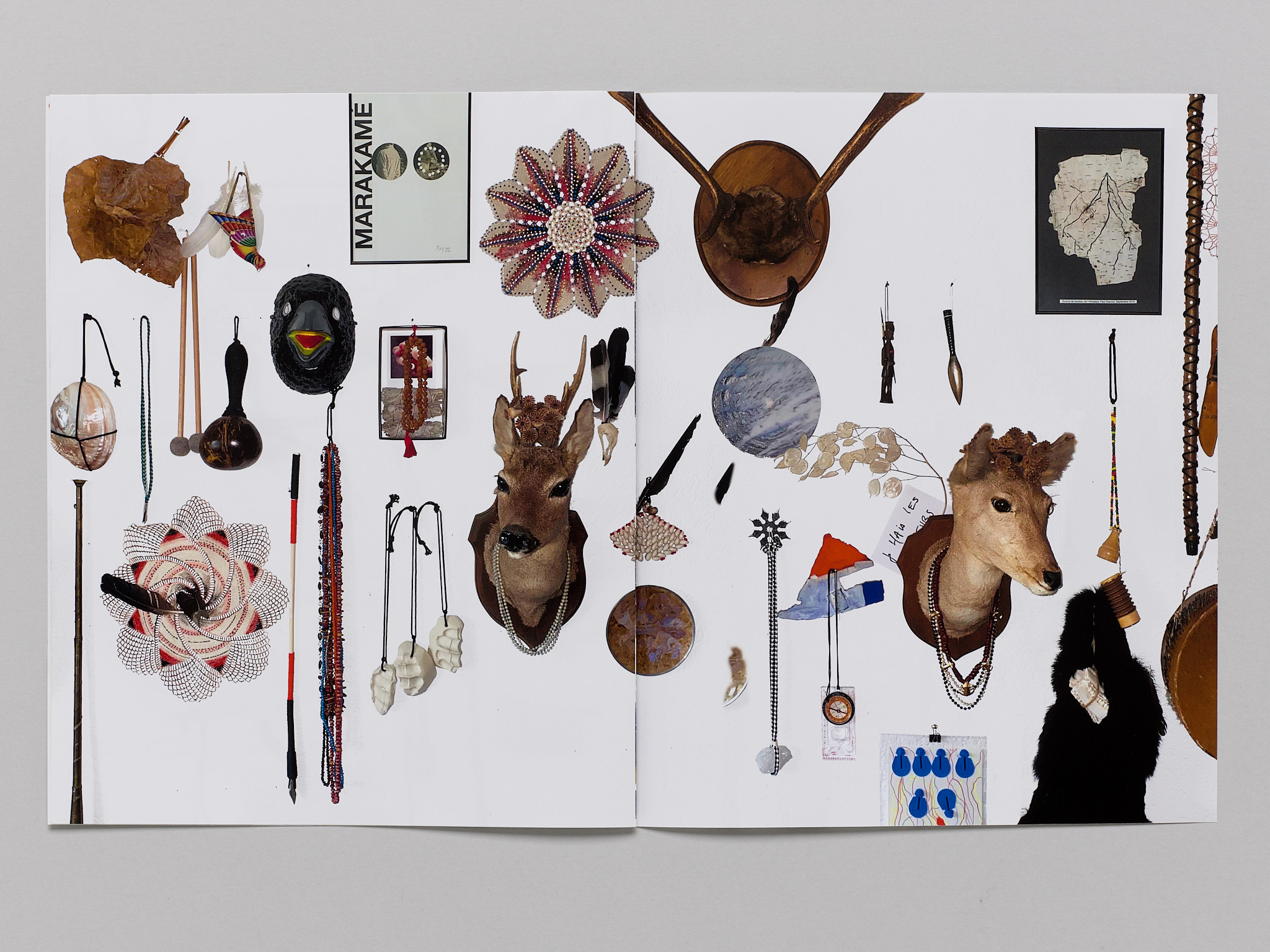
"Murs chamaniques 1 et 2", brochure, lors de l’exposition Paul Viaccoz, ESPRIT ES-TU LÀ ? CEC, 2021. Courtesy Centre d’édition contemporaine, Genève. Photo : Sandra Pointet
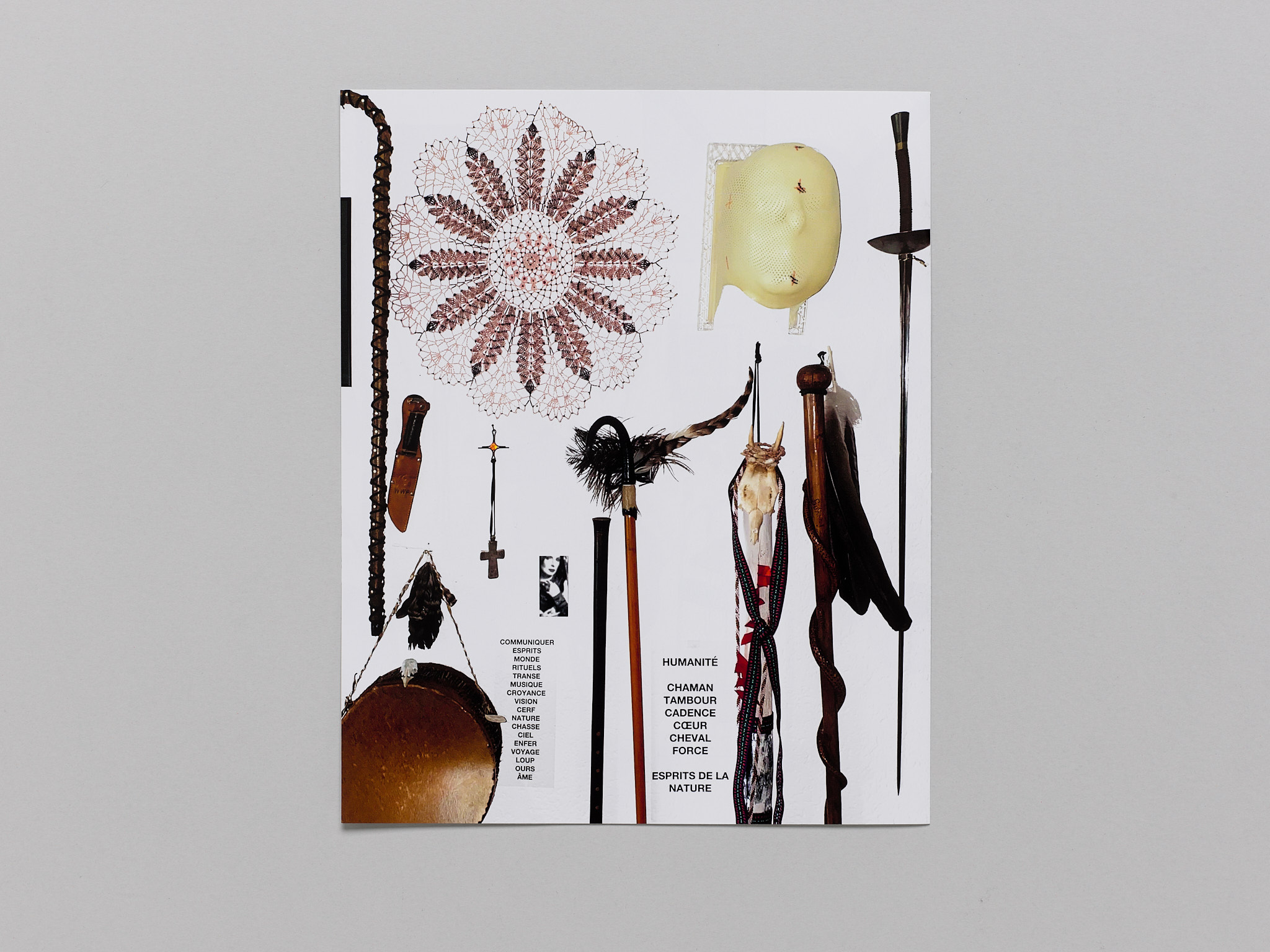
"Murs chamaniques 1 et 2", brochure, lors de l’exposition Paul Viaccoz, ESPRIT ES-TU LÀ ? CEC, 2021.Courtesy Centre d’édition contemporaine, Genève. Photo : Sandra Pointet
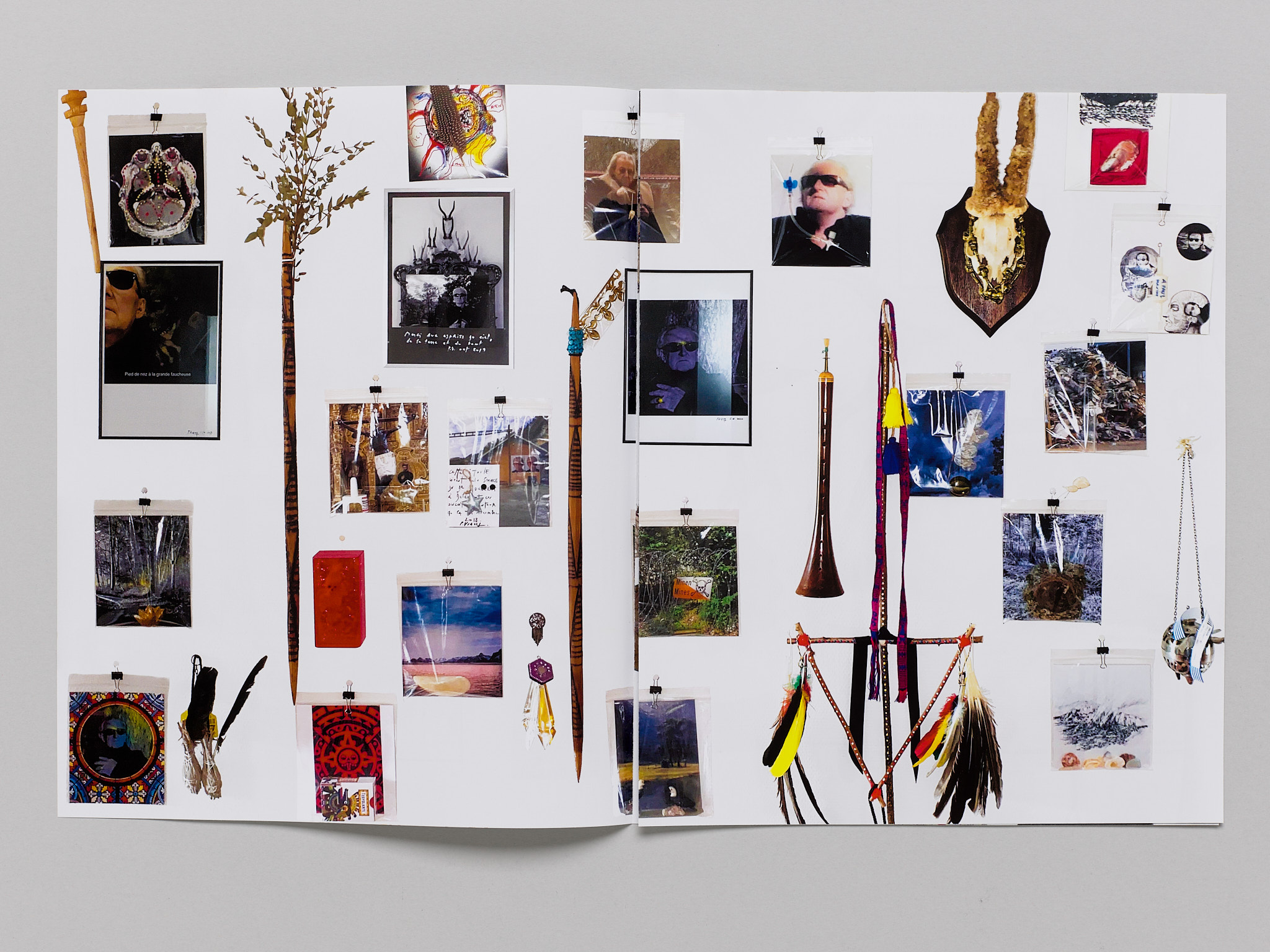
"Murs chamaniques 1 et 2", brochure, lors de l’exposition Paul Viaccoz, ESPRIT ES-TU LÀ ? CEC, 2021. Courtesy Centre d’édition contemporaine, Genève. Photo : Sandra Pointet

### Filmographie
Collection vidéos du Fonds municipal d'art contemporain de Genève : Paul Viaccoz.
- 2011, Hang Out (forPaul)[76].

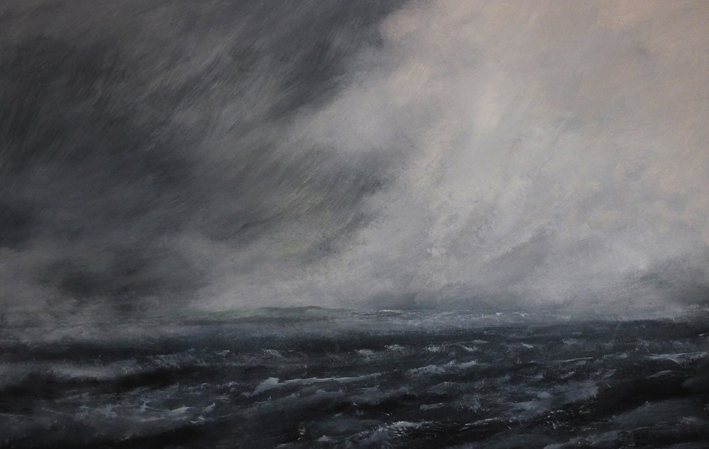
Encore le moment de traverser. 2012
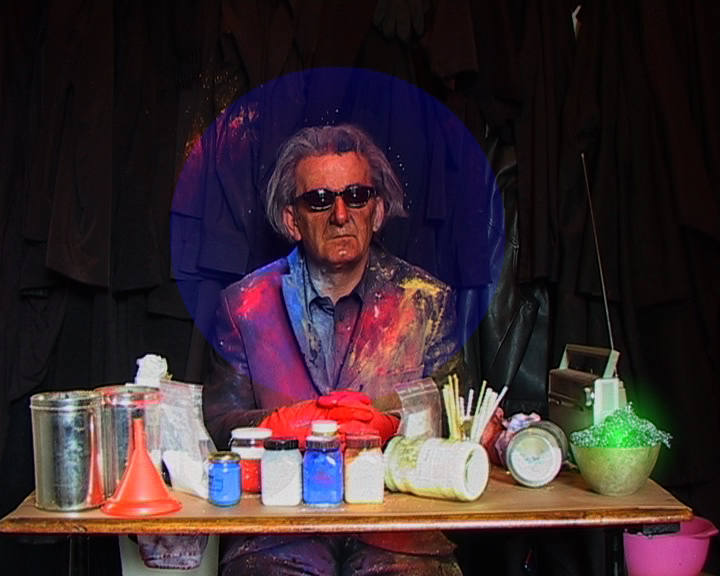
Vidéo. Feux d’artifice... 2009
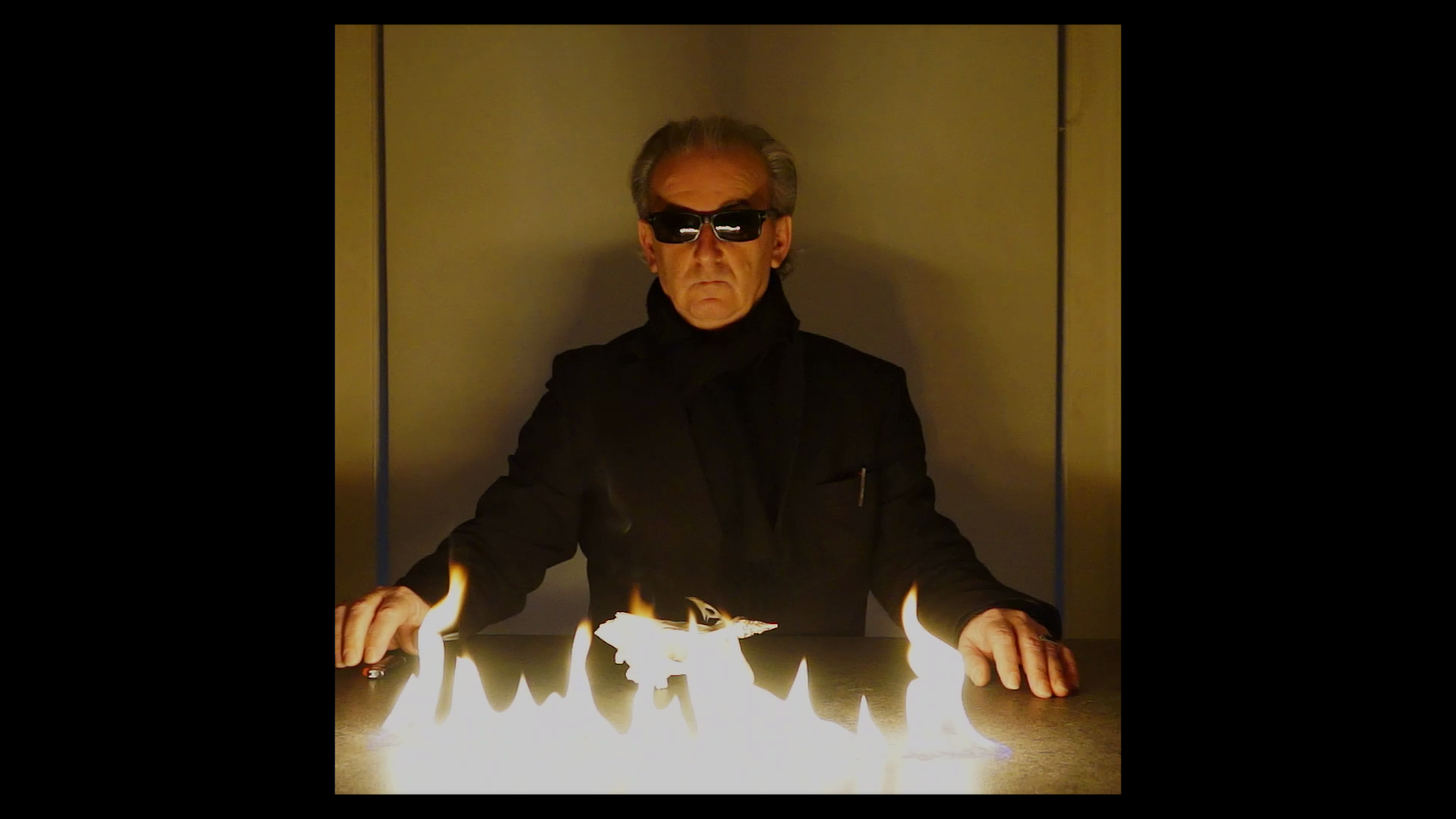
Vidéo. Encore une nuit de pleine lune. 2013